# 日本投降

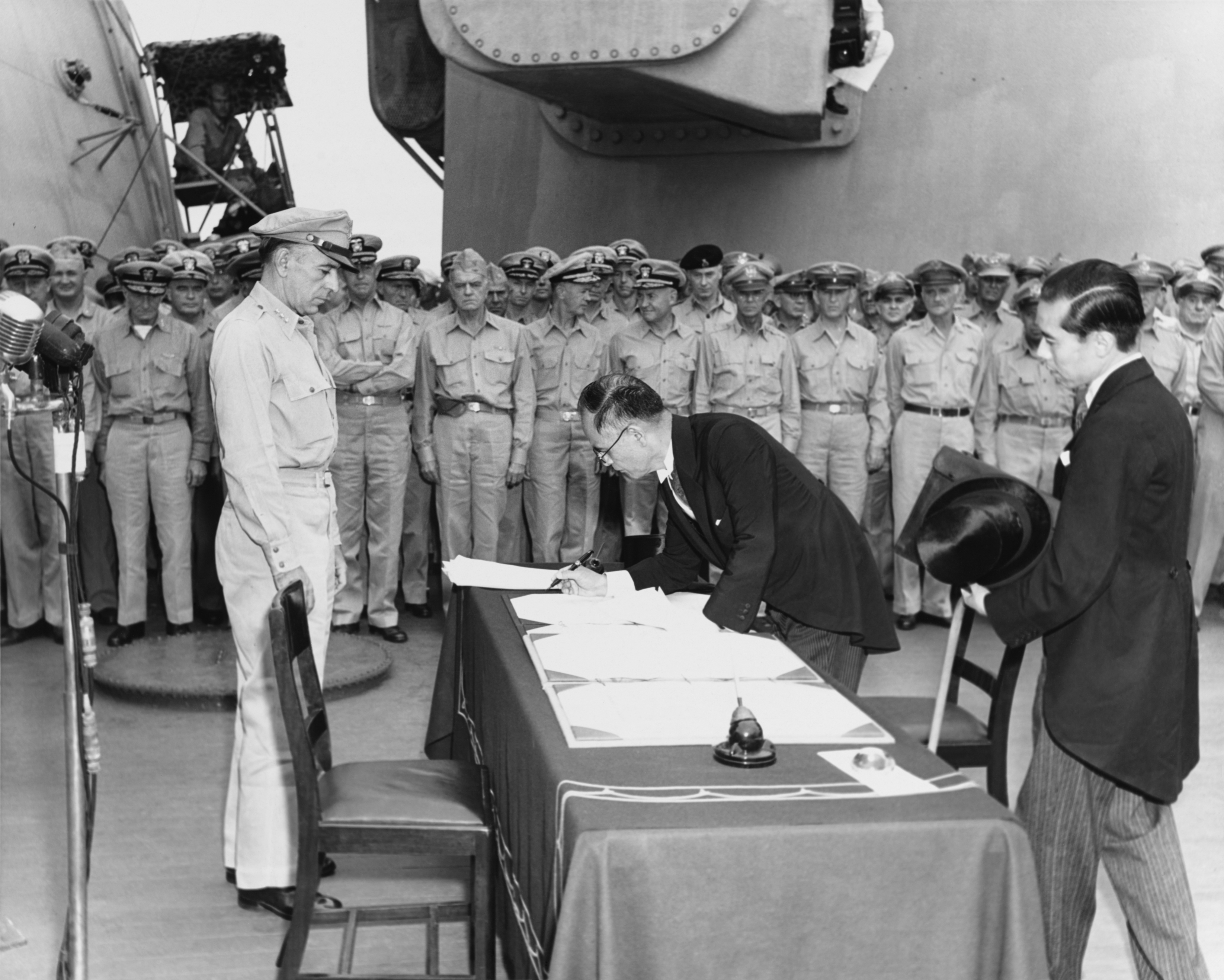
1945年9月2日，日本外務大臣重光葵在美國密蘇里號戰艦 (BB-63)上簽署《日本投降書》，美國將軍理察·薩瑟蘭在旁見證。

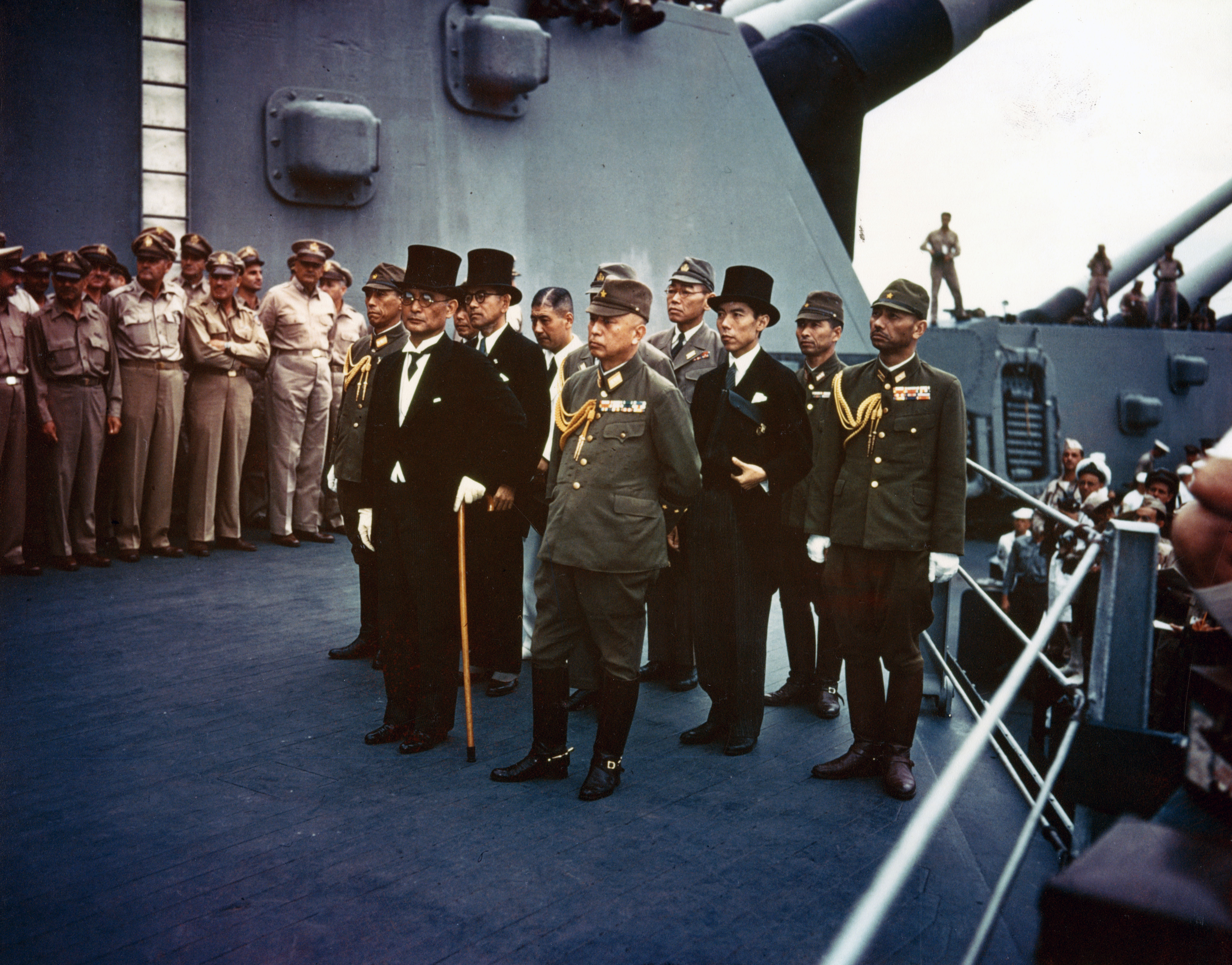
在簽署《日本投降書》之前，日本帝國的代表站立於美國密蘇里號戰艦 (BB-63)上準備進行儀式。

1945年8月15日，昭和天皇裕仁宣讀《终战诏书》，宣布大日本帝国无条件投降。9月2日，日方代表簽署正式文件，標誌著第二次世界大戰的終結。在1945年7月底，時值第二次世界大戰末期，日本帝國海軍（IJN）已無法進行重大作戰，同盟國對日本本土的入侵則迫在眉睫。美國、英國、中國於1945年7月26日發表《波茨坦宣言》，當中要求日本無條件投降，否則將面臨「迅速且完全的毀滅」。儘管日本政府公開聲明將戰鬥到底，其領導層（即「軍事參議院」，又稱「六巨頭」）私下卻試圖請求表面中立的蘇聯進行調解，以爭取更有利的和平條件。在表面上維持與日本的外交接觸，讓日本認為蘇聯可能願意調停的同時，蘇聯卻秘密準備攻擊駐滿洲和朝鮮的日軍（以及南薩哈林和千島群島），以履行其在德黑蘭和雅尔塔会议上秘密對美國和英國作出的承諾。
1945年8月6日上午8時15分，美國在日本廣島市投下原子彈。16小時後，美國總統杜魯門再次呼籲日本投降，警告他們將「迎來前所未見的空中毀滅之雨」。8月8日晚，蘇聯根據《雅爾達協定》、但違反《蘇日中立條約》向日本宣戰，並在9日午夜過後不久，入侵日本傀儡政權满洲国。幾小時後，美國在日本長崎市投下第二顆原子彈。天皇裕仁下令「軍事參議院」接受同盟國在《波茨坦宣言》中提出的條件。在經歷數日幕後談判及一次未遂的政變後，天皇裕仁於8月15日發表全國廣播，宣布日本向同盟國投降。
1945年8月28日，由同盟國最高統帥領導的對日占領正式開始。投降儀式於9月2日在美國海軍戰艦密蘇里號上舉行，日本政府官員在儀式上簽署了《降伏文書》，正式結束敵對行動。同盟國的平民與軍人共同慶祝「對日勝利日」，宣告戰爭結束；然而，亞洲及太平洋地區的部分日軍士兵與人員仍拒絕投降，甚至持續數月乃至數年，有些直到1970年代才放下武器。有關原子彈轟炸在日本無條件投降中的作用及其道德問題至今仍存爭議。戰爭狀態正式結束於1952年4月28日《舊金山和約》生效之時。1956年，即和約生效的四年後，日本與蘇聯簽署《日蘇共同宣言》，正式結束兩國間的戰爭狀態。

## 背景

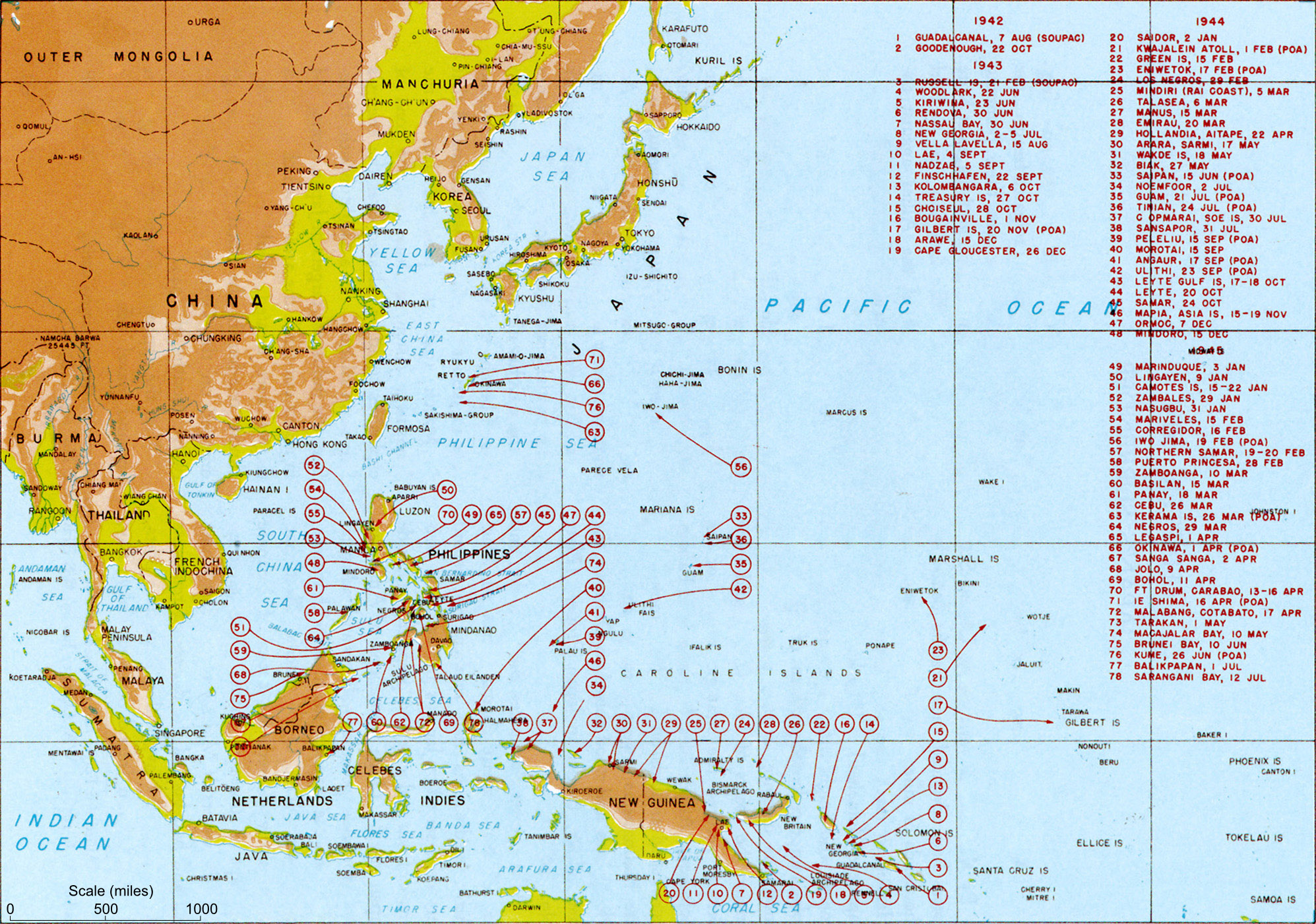
同盟國在太平洋戰區的登陸行動，1942年8月至1945年8月

1945年，日本在西南太平洋、印度、馬里亞納群島戰役和菲律賓戰役中已連續近兩年遭受失敗。1944年7月，在失去塞班島後，首相東條英機被更換，由小磯國昭將軍接任。小磯國昭宣稱，菲律賓將成為決戰之地。在日本失守菲律賓後，小磯國昭隨即被海軍大將鈴木貫太郎取代。1945年上半年，同盟國攻下鄰近的硫磺島和沖繩島。沖繩被計劃用作「垮台行動」的集結地，這是同盟國對日本本土的入侵計劃。在德國戰敗後，蘇聯悄然將其經歷歐洲戰場洗禮的精銳部隊重新部署至遠東，除此之外，自1941年起駐守於當地的約四十個師也一併參與，以抗衡擁有百萬兵力的關東軍。
同盟國潛艇戰與對日本沿海水域的布雷行動基本上摧毀了日本的商船隊。由於缺乏自然資源，日本依賴從滿洲及其他東亞大陸地區以及被占領的荷屬東印度進口原材料，尤其是石油。商船隊的毀滅，加上對日本工業的戰略轟炸，重創了日本的戰爭經濟。煤炭、鐵、鋼、橡膠及其他重要物資的生產量僅為戰前的一小部分。

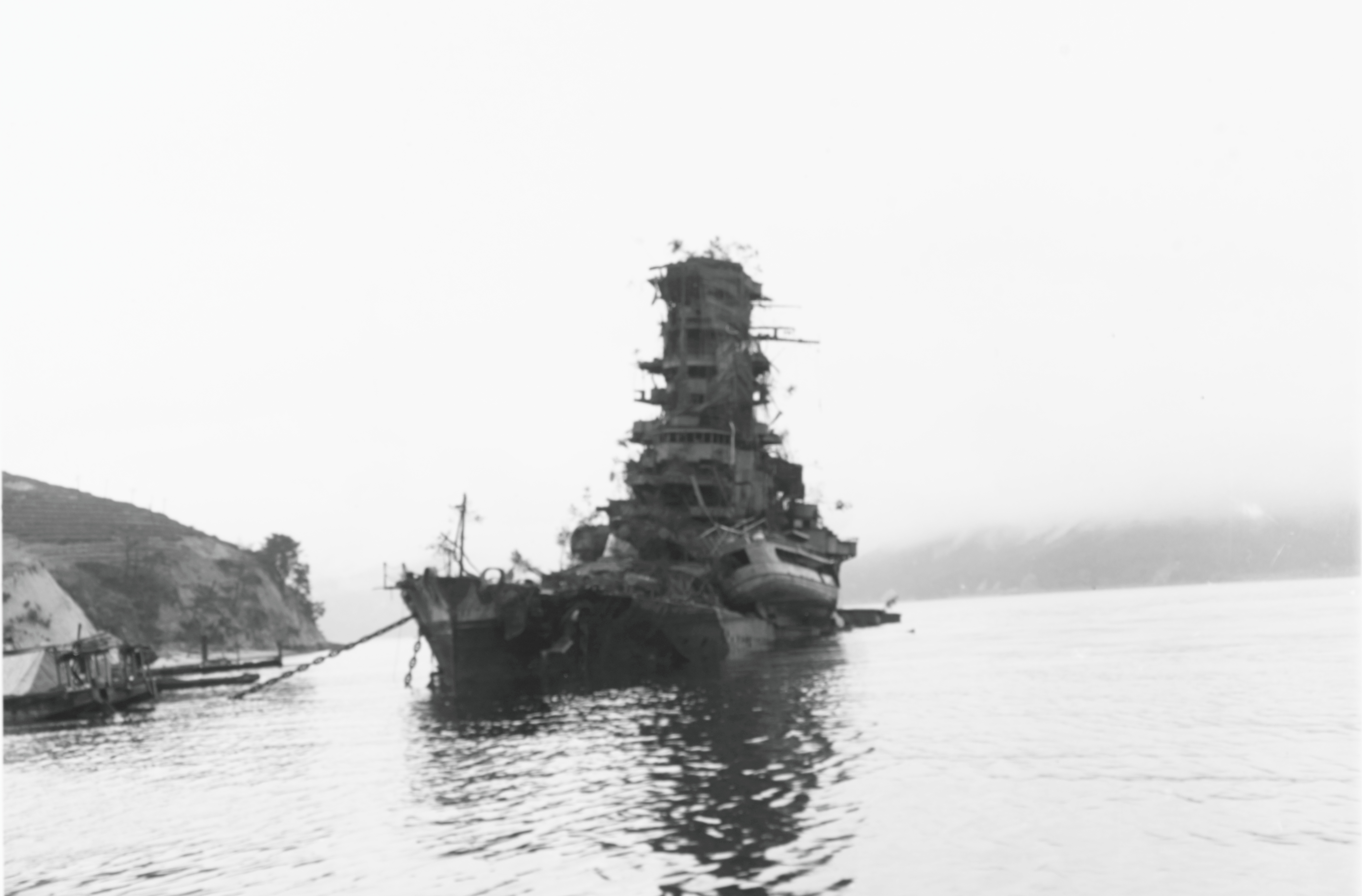
1945年7月24日，在空襲中，重建後的戰列巡洋艦榛名在吳海軍基地停泊時沉沒

由於所遭受的損失，日本帝國海軍已無法成為有效的戰鬥力量。在對吳造船廠進行一系列襲擊後，僅存的主力艦包括六艘航空母艦、四艘巡洋艦和一艘戰列艦，但其中許多已受重創，且無法獲得足夠燃料。儘管仍有19艘驅逐艦和38艘潛艇可供運作，但由於燃料短缺，其用途也受到限制。

### 防禦工作
面對本土被入侵的可能性，首先從九州展開，以及蘇聯入侵滿洲——日本最後的自然資源來源的可能性，大本營戰爭日誌於1944年得出結論：
我們已無法抱有成功的希望指揮這場戰爭。唯一的選擇是讓日本一億國民以生命突襲敵人，使其失去戰鬥意志。
为阻止盟军进攻，日本帝国最高指挥部于战争后期启动了代号“决号作战”的九州全面防御计划。此计划与日军此前在帕勞、硫磺岛和冲绳岛采用的纵深防御战术存在根本差异：放弃内陆梯次抵抗，转而将全部兵力集中于滩头防御。同时，日军计划投入超过3,000架神风特攻队飞机，对盟军登陆部队及补给船队实施自杀式攻击，以彻底破坏盟军的登陆行动。
若這仍無法阻止同盟國，他們計劃再派出3,500架神風飛機、5,000艘震洋自殺快艇以及剩餘的驅逐艦和潛艇——即「海軍最後的運作艦隊」——對灘頭進行攻擊。即使同盟國突破這些防禦並成功登陸九州，仍有3,000架飛機留作防禦其他本土島嶼，無論如何九州都將「被守護至最後一兵一卒」。在九州進行最後防禦的戰略是基於蘇聯持續中立的假設。

## 軍事參議院
日本的政策制定集中於軍事參議院（由前首相小磯國昭於1944年設立），這個所謂的「六巨頭」包括：內閣總理大臣（首相）、外務大臣、陸軍大臣、海軍大臣、陸軍參謀總長以及海軍軍令部總長。在1945年4月鈴木內閣成立時，會議成員包括：
- 內閣總理大臣：海軍大將鈴木貫太郎
- 外務大臣：東鄉茂德
- 陸軍大臣：陸軍大將阿南惟幾
- 海軍大臣：海軍大將米內光政
- 陸軍參謀總長：陸軍大將梅津美治郎

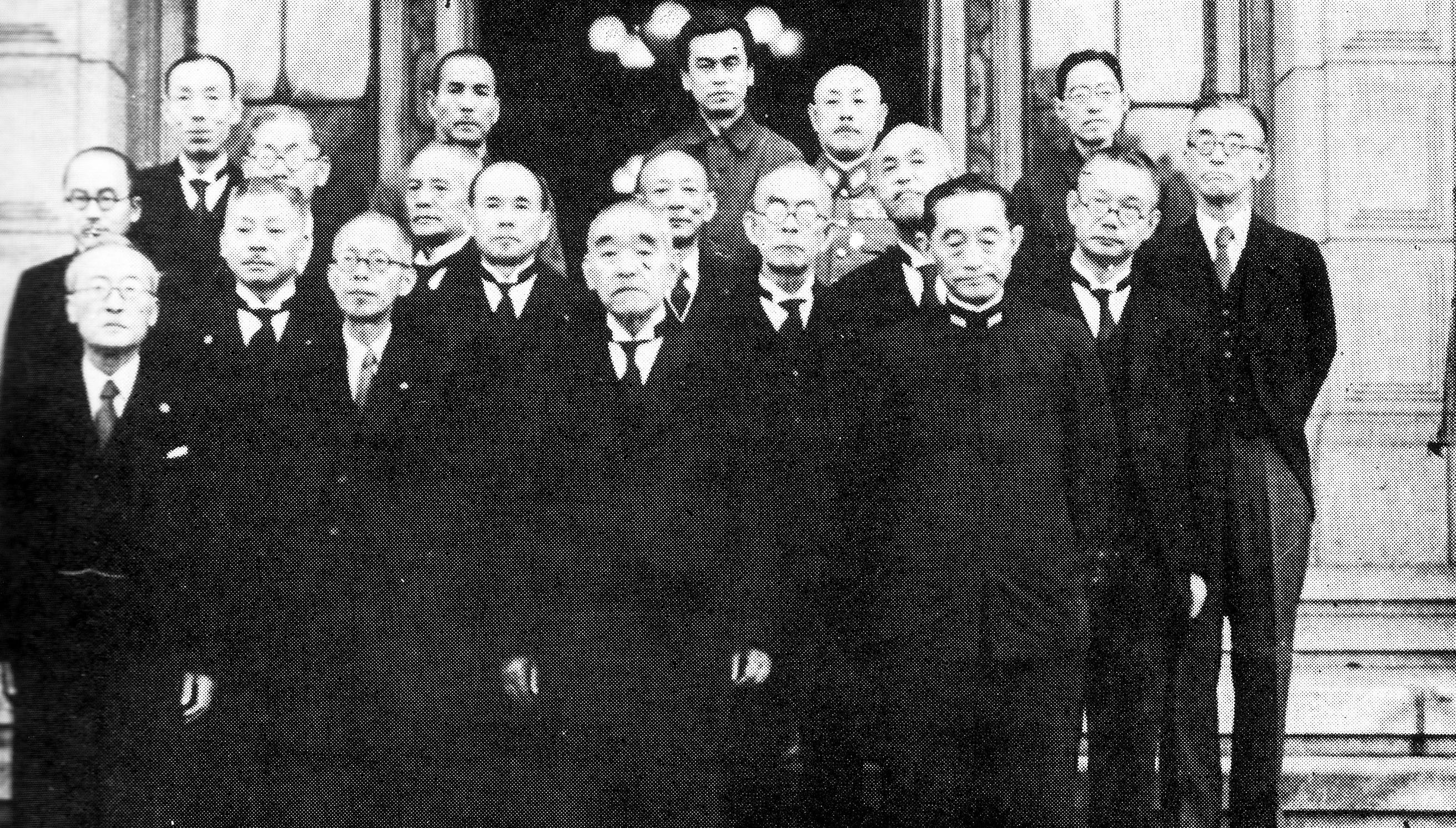
1945年6月的鈴木貫太郎內閣

- 海軍軍令部總長：海軍大將及川古志郎（後由海軍大將豐田副武接任）

這些職位名義上由天皇任命，並直接對天皇負責。然而，自1936年起，日本的民法規定陸軍及海軍大臣必須由現役軍旗級軍官擔任，而更早的日本軍法則規定，現役軍官在未獲得各自軍種總部批准的情況下不得接受政治職務，即使獲得批准，該批准也可以隨時撤銷。因此，陸軍和海軍實際上擁有提名（或拒絕提名）其各自大臣的法律權利，並能有效命令其大臣辭職。
嚴格的憲政慣例規定（該規定在技術上至今仍然有效）若內閣總理大臣無法填補所有內閣職位，則無法擔任或繼續擔任總理大臣職務。因此，陸軍和海軍可以阻止不受歡迎的政府成立，或透過辭職導致現有政府的倒台。
天皇裕仁與內大臣木戶幸一根據天皇的意願，亦曾出席某些會議。正如張純如所報導的：「……日本在麥克阿瑟將軍到來前，故意銷毀、隱藏或篡改了大部分的秘密戰時文件。」

## 日本領導部門
在大多數情況下，鈴木內閣以軍方為主，支持繼續戰爭。對於日本而言，投降是無法想像的——日本歷史上從未被成功入侵或在戰爭中失敗過。唯一希望儘早結束戰爭的是海軍大臣米內光政。根據歷史學家理查德·B·弗蘭克的說法：
儘管鈴木或許確實將和平視為一個遙遠的目標，他並未設計出任何可以在短期內實現的計劃，也沒有提出符合同盟國條件的方案。他在元老會議上的評論也沒有表明他支持儘早停止戰爭……鈴木對內閣中最重要職位的選擇，除了少數例外，也並非和平的倡導者。
戰後，鈴木及其政府的其他成員及其辯護者聲稱，他們暗中致力於和平，但無法公開支持。他們引用日本的腹藝（「隱藏和無形技巧的藝術」）來合理化其公開行動與幕後工作的矛盾。然而，許多歷史學家對此表示懷疑。羅伯特·J·C·布托寫道：
由於其本身的模糊性，腹藝的辯解引發了這樣的懷疑，即在政治和外交問題上，這種對「虛張聲勢藝術」的自覺依賴可能構成一種有意的欺騙，目的是在雙方之間保持平衡。儘管這種判斷與鈴木海軍大將廣受讚譽的性格不符，但事實是，從他就任首相到辭職的那一天，沒有人能確定鈴木接下來會做什麼或說什麼。

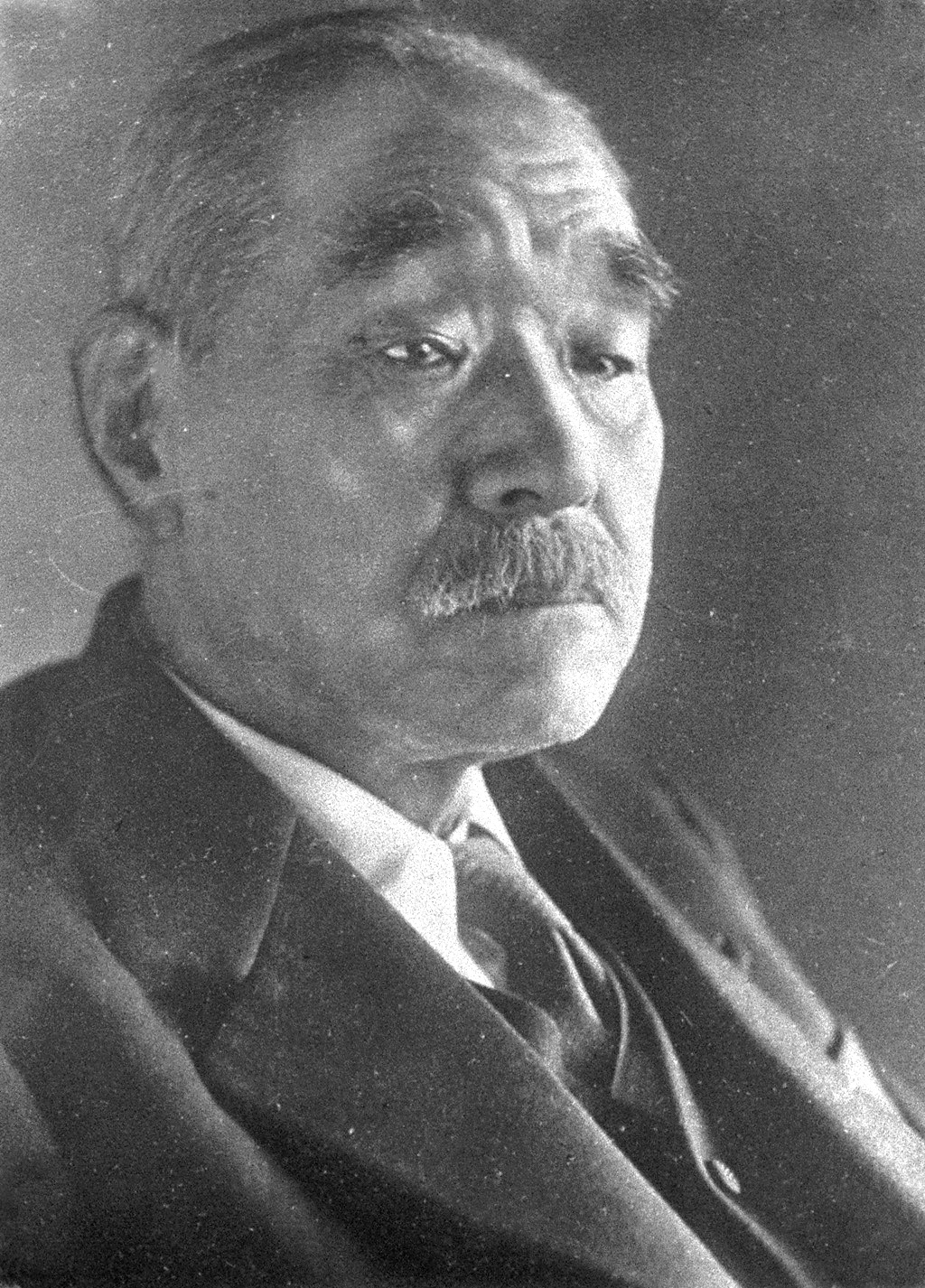
作為首相，海軍大將鈴木貫太郎在戰爭最後幾個月領導了日本政府

自從1943年義大利投降、1944年諾曼第登陸和7月20日密謀案發生後，日本對軸心國贏得戰爭的信心逐漸破滅。因此日本領導人一直設想以談判方式結束戰爭。他們的戰前計劃預期快速擴張與鞏固，最終與美國發生衝突，並以能夠保留部分新佔領領土的條件達成和解。到1945年，日本領導層一致認為戰況不利，但對如何談判結束戰爭意見不一。分為兩派：「和平派」主張透過外交行動說服蘇聯共產黨總書記約瑟夫·史達林在同盟國與日本之間斡旋；而強硬派則希望打一場最後的「決戰」，以造成大量傷亡迫使同盟國提出更寬鬆的條件。這兩種方式均基於日本在日俄戰爭中的經驗，即一系列代價高昂但大多未達決定性的戰鬥，最終以決定性的對馬海峽海戰結束。
1945年2月，近衛文麿王子向天皇裕仁遞交了一份分析局勢的備忘錄，並告訴他，如果戰爭繼續下去，日本皇室可能面臨來自內部革命而非戰敗的更大威脅。根據侍從長藤田尚德的日記記載，天皇期待一場決定性勝利，回應稱，除非取得一次軍事勝利，否則「現在尋求和平還為時過早」。同樣在2月，日本的條約部門撰寫了有關同盟國對日本的政策的文件，內容涉及「無條件投降、占領、裁軍、消除軍國主義、民主改革、懲處戰犯及天皇的地位」。日本領導層對於同盟國要求裁軍、懲處戰犯，特別是占領及移除天皇等條件，無法接受。
1945年4月5日，蘇聯向日本發出所需的12個月通知，表示將不再續簽為期五年的日蘇中立條約。這一消息對日本造成極大擔憂，因為面對德國在歐洲敗局已定，日本仍希望透過蘇聯和同盟國談判。而且日本將兵力集中於南方以抵禦美國的必然進攻，從而使北方島嶼對蘇聯入侵變得脆弱。
1945年5月的一系列高層會議中，「六巨頭」首次認真討論結束戰爭的可能性，但條件均不被同盟國接受。由於任何公開支持日本投降的行為均可能面臨狂熱陸軍軍官的暗殺，會議僅限「六巨頭」、天皇及內大臣參與，其他第二、第三層級軍官均不得參加。會議期間，儘管日本駐莫斯科大使佐藤尚武的電報提醒，只有外務大臣東鄉茂德意識到羅斯福與丘吉爾可能已對史達林作出讓步，促使蘇聯參戰。東鄉對儘快結束戰爭的態度一直十分明確。 會議結果授權他接觸蘇聯，希望維持中立，或（雖可能性極低）建立聯盟。

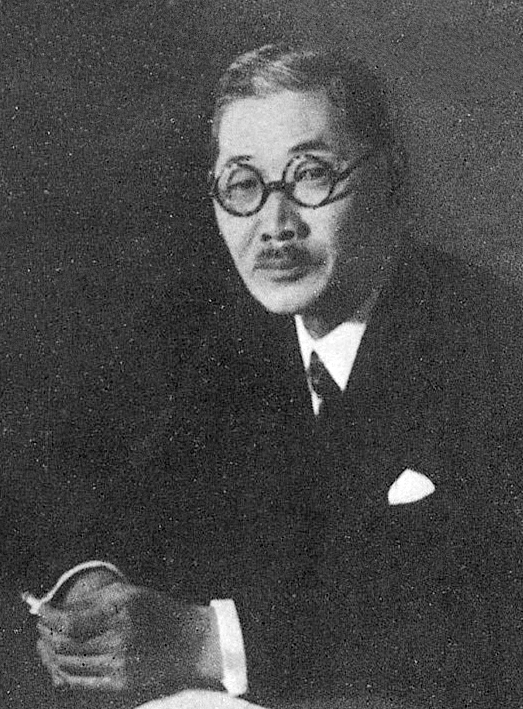
外務大臣東鄉茂德

會議結束後，軍方起草了一份文件《今後戰爭指導之基本方針》，聲明日本人民將戰鬥至滅亡而非投降。此政策於6月6日由「六巨頭」通過（東鄉反對，其餘五人支持）。鈴木在同一會議上提交的文件建議，對蘇聯的外交活動應採取以下立場：
應明確向俄羅斯表明，她能在對德國戰爭中獲勝是因為日本保持中立，並且幫助日本維持國際地位將對蘇聯有利，因為她未來將與美國為敵。
6月9日，天皇的親信木戶幸一侯爵起草了一份《控制危機局勢的草案》，警告到年底日本的現代化戰爭能力將完全喪失，政府將無法控制內部動亂。「……我們無法確保不會步德國的後塵，陷入不利局勢，無法實現保護皇室及維持國體的最高目標。」木戶建議天皇採取行動，以「非常寬大的條件」結束戰爭。他提議日本撤出原先歐洲殖民地，只要這些地區獲得獨立；承認菲律賓的獨立；並裁軍，但不得在同盟國監督下進行。此外，木戶的提案不包括同盟國占領日本、懲處戰犯或對日本政體的重大改變，也未提及放棄1937年前佔領的領土，包括台灣、樺太、朝鮮、前德國在太平洋的島嶼及滿洲國。經天皇授權，木戶接觸了六巨頭的幾名成員。東鄉非常支持，鈴木及海軍大臣米內光政則持謹慎支持態度，兩人皆關注對方的意見。陸軍大臣阿南惟幾態度模稜兩可，堅持外交必須等到「美國在決號作戰中承受重大損失」之後再行展開。
6月，天皇對取得軍事勝利的可能性失去信心。沖繩島戰役失敗，他得知駐中國、關東軍、海軍及本土防衛部隊的弱點。天皇收到東久邇宮親王的報告後得出結論：「不僅僅是海岸防衛，參與決戰的部隊數量和武器也不足。」根據天皇的說法：
我被告知，敵人投下的炸彈碎片中的鐵被用來製作鏟子。這讓我堅信，我們已無力繼續戰爭。
6月22日，天皇召集六巨頭召開會議。他破例首先發言：「我希望迅速研究不受現行政策阻礙的具體結束戰爭計劃，並努力實施。」會議一致同意請求蘇聯協助結束戰爭。其他中立國如瑞士、瑞典及梵蒂岡城雖願意在和平進程中發揮作用，但因其規模較小，僅被認為能傳遞同盟國的投降條件及日本的接受或拒絕意見。日本希望蘇聯能在與美國及英國的談判中充當日本的代理人。

## 曼哈頓計畫
經過幾年的初步研究，美國總統富蘭克林·德拉諾·羅斯福於1942年批准啟動一項大規模的絕密計畫，旨在建造原子彈。該計畫被稱為曼哈頓計畫，由少將萊斯利·R·格羅夫斯負責，動員了數十萬美國工人在全國多個秘密設施工作。1945年7月16日，第一枚原型武器在三位一體核試驗中成功引爆。
隨著計畫接近尾聲，美國計畫者開始考慮如何使用原子彈。根據同盟國「歐洲優先」的總體戰略，最初假設原子彈將用於對付德國。然而，到了這個時候，德國在原子彈準備完成之前就已顯然即將戰敗。格羅夫斯組成了一個委員會，該委員會於1945年4月和5月開會，列出潛在目標的清單。主要標準之一是目標城市必須未受到傳統轟炸的破壞，這樣可以準確評估原子彈造成的損害。目標委員會的名單包括18個日本城市，其中排名前列的是京都、廣島市、橫濱市、小倉市及新潟市。最終，基於美國陸軍部長亨利·L·史汀生的堅持，京都因其文化和歷史意義被移出名單；史汀生曾在蜜月時造訪該地。
儘管前任美國副總統亨利·A·華萊士自計畫開始便參與其中，但其繼任者哈瑞·S·杜魯門直到1945年4月23日，即羅斯福去世並繼任總統11天後，才由史汀生向他簡報此計畫。1945年5月2日，杜魯門批准成立臨時委員會，該委員會為原子彈提供建議。委員會成員包括史汀生、詹姆斯·F·伯恩斯、喬治·L·哈里森、范內瓦·布什、詹姆斯·布萊恩特·科南特、卡爾·泰勒·康普頓、威廉·L·克萊頓及拉爾夫·奧斯丁·巴德，並由科學顧問小組提供意見，成員包括羅伯特·奧本海默、恩里科·費米、歐內斯特·勞倫斯及阿瑟·康普頓。6月1日的報告中，委員會建議應儘快將原子彈用於工廠區，周圍為工人住宅，且不應發出任何警告或進行示範。
委員會的任務並未包括決定是否使用原子彈，其使用早已被假定。在參與計畫的科學家提交的弗蘭克報告中提出抗議後，委員會重新審視了原子彈的使用問題，詢問科學顧問小組是否應在實戰部署前進行「示範」。在6月21日的會議中，科學顧問小組確認沒有其他替代方案。
杜魯門在這些討論中的角色非常有限。在波茨坦會議上，當得知三位一體核試驗成功後，他的態度變得積極，那些圍繞在他身邊的人認為這使他在對日與對蘇聯的談判中增添了籌碼。除了支持史汀生將京都從目標名單中移除（儘管軍方仍持續推動將其作為目標），杜魯門並未參與其他關於原子彈的決策，這與後來的敘述（包括杜魯門本人的誇大說法）相反。

## 擬議入侵
1945年6月18日，杜魯門與美國陸軍參謀長喬治·C·馬歇爾將軍、美國空軍將軍亨利·H·阿諾德、美國參謀長聯席會議主席威廉·D·李海海軍上將、歐內斯特·金海軍上將、美國海軍部長詹姆斯·福雷斯特、美國陸軍部長亨利·史汀生以及美國陸軍助理部長約翰·J·麥克洛伊會面，討論奧林匹克行動，這是入侵日本本土的一部分計畫。馬歇爾將軍支持紅軍的介入，認為這將導致日本投降。麥克洛伊告訴史汀生，已無更多日本城市可供轟炸，並希望探索其他促使日本投降的選項。他建議尋求政治解決方案，並詢問是否應警告日本即將使用原子彈。而即將於7月3日成為新任美國國務卿的詹姆斯·伯恩斯則主張儘快使用原子彈，且不發出警告，也不事先讓蘇聯知情。

## 蘇聯嘗試談判

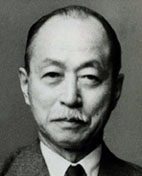
佐藤尚武

1945年6月30日，東鄉茂德指示日本駐莫斯科大使佐藤尚武試圖建立「堅固且持久的友好關係」。佐藤受命與蘇聯討論滿洲的地位以及「任何蘇聯希望提出的問題」。深知整體局勢且顧及對同盟國的承諾，蘇聯以拖延策略回應，鼓勵日本但不作出任何承諾。佐藤最終於7月11日會見了蘇聯外交部長維亞切斯拉夫·莫洛托夫，但未取得任何結果。7月12日，東鄉指示佐藤向蘇聯表達：
天皇陛下，念及當前戰爭每日為所有交戰國人民帶來更大的災難與犧牲，衷心希望戰爭能迅速結束。然而，只要英國和美國堅持無條件投降，日本帝國別無選擇，只能竭盡全力為祖國的榮譽與生存而戰。
天皇建議派遣近衛文麿王子作為特使，儘管他在波茨坦會議之前無法抵達莫斯科。
佐藤建議東鄉，實際上「無條件投降或類似條件」是日本唯一可能期待的結果。此外，針對莫洛托夫要求提出具體建議的請求，佐藤指出東鄉的訊息並未「明確說明政府與軍方對結束戰爭的看法」，質疑東鄉的提議是否得到了日本權力結構的核心支持。
7月17日，東鄉回應：
雖然指揮部與政府均相信我方的戰力仍能給敵人造成相當的打擊，我們卻無法完全放心……請特別記住，我們尋求蘇聯的斡旋，絕非為了無條件投降。
作為回應，佐藤澄清：
不言而喻，在我早前呼籲無條件投降或類似條件的訊息中，我已排除保護[皇室]問題在外。
7月21日，東鄉以內閣名義重申：
關於無條件投降，在任何情況下我們都無法同意……正是為了避免這種局面，我們才通過蘇聯的好辦法尋求和平……然而，基於國內外考量，立即公布具體條件既不利也不可能。
美國密碼學家破譯了大多數日本密碼，包括日本外務省用於高層外交通訊的紫密碼機。因此，東京與日本各大使館之間的通訊幾乎與預定收件人收到同時被提供給同盟國決策者。
由於擔心重大傷亡，同盟國希望蘇聯盡早參與太平洋戰爭。羅斯福在開羅促成了史達林的承諾，並在雅爾塔會議再次確認。這一結果在日本引發巨大恐懼。

### 蘇聯的意圖
安全考量主導了蘇聯對遠東的決策。其中最重要的是獲得通往太平洋的不受限制的通道。蘇聯太平洋沿岸全年不結冰的地區，特別是海參崴，可能受到來自庫頁島和千島群島的空中和海上封鎖。取得這些領土，確保通過宗谷海峽的自由通道，是蘇聯的主要目標。次要目標則包括中東鐵路、南滿鐵路、大連市及旅順口區的租借權。
為此，史達林與莫洛托夫拖延與日本的談判，給予虛假的蘇聯斡旋和平的希望。與此同時，在與美國與英國的交涉中，蘇聯堅持嚴格遵守開羅宣言，並在雅爾塔會議中再次確認，同盟國不接受與日本的單獨或有條件和平。日本必須向所有同盟國無條件投降。為延長戰爭，蘇聯反對任何削弱此要求的企圖。這為蘇聯爭取了時間以完成將其部隊從西線調往遠東，並征服滿洲國、蒙疆、北韓、南樺太、千島群島，甚至可能入侵北海道（從留萌市登陸）。

## 在波茲坦的行動
主要同盟國領導人在1945年7月16日至8月2日於波茲坦會議會面。參與者包括蘇聯、英國和美國，分別由史達林、溫斯頓·丘吉爾（後由克萊門特·艾德禮接替）和杜魯門代表。

### 談判
雖然波茲坦會議主要關注歐洲事務，但也詳細討論了對日戰爭。杜魯門在會議早期得知三位一體核試驗成功的消息，並與英國代表團分享了這一資訊。成功的試驗使美國代表團重新考慮蘇聯參戰的必要性和合理性，美國此前在德黑蘭會議和雅爾塔會議上大力推動蘇聯參戰。美國優先考慮縮短戰爭時間並減少美軍傷亡——蘇聯的介入似乎有可能實現這兩個目標，但代價可能是讓蘇聯占領超出其在德黑蘭和雅爾塔會議上承諾的領土，並導致日本出現類似於德國分區佔領的後果。
在與史達林的交涉中，杜魯門決定向其透露模糊的暗示，提及一種強大的新武器，但未提供細節。然而，其他同盟國並不知曉，蘇聯情報早在曼哈頓計畫初期便已滲透，因此史達林已知曉原子彈的存在，但對其潛力似乎並不感到震驚。

### 波茲坦宣言
會議決定發表一份聲明，即波茲坦宣言，界定「無條件投降」的含義，並澄清其對天皇和裕仁個人的意義。美英政府在此問題上意見分歧——美國希望廢除君主制，或至少讓天皇退位，並可能將其作為戰犯審判，而英國則希望保留皇室地位，甚至讓裕仁繼續在位。此外，儘管蘇聯起初並非宣言的締約方，但由於預期其參戰後會加入宣言，仍需徵求其意見。保留天皇可能會改變同盟國的無條件投降政策，因此需要得到史達林的同意。然而，美國國務卿詹姆斯·伯恩斯希望盡可能將蘇聯排除在太平洋戰爭之外，並說服杜魯門刪除任何此類保證。波茲坦宣言經過多次修訂，最終找到各方接受的版本。
1945年7月26日，美國、英國和中國發表波茲坦宣言，宣布對日本投降的條件，並警告：「我們不會偏離這些條件。別無選擇。我們不容拖延。」對於日本，宣言規定：
- 「永遠消除那些欺騙和誤導日本人民追求世界征服的人的權力和影響」
- 「佔領由同盟國指定的日本領土」
- 「日本的主權僅限於本州、北海道、九州、四國及我們指定的小島。」根據1943年開羅宣言，日本將被削減至1894年前的領土，並剝奪包括朝鮮和台灣在內的帝國範圍，以及所有近期的征服地。
- 「日本軍隊在完全解除武裝後，將被允許返回家園，過上和平且有生產力的生活。」
- 「我們無意使日本作為一個種族被奴役或作為一個國家被摧毀，但所有包括虐待我方戰俘的人都將受到嚴厲的正義審判。」

另一方面，宣言指出：

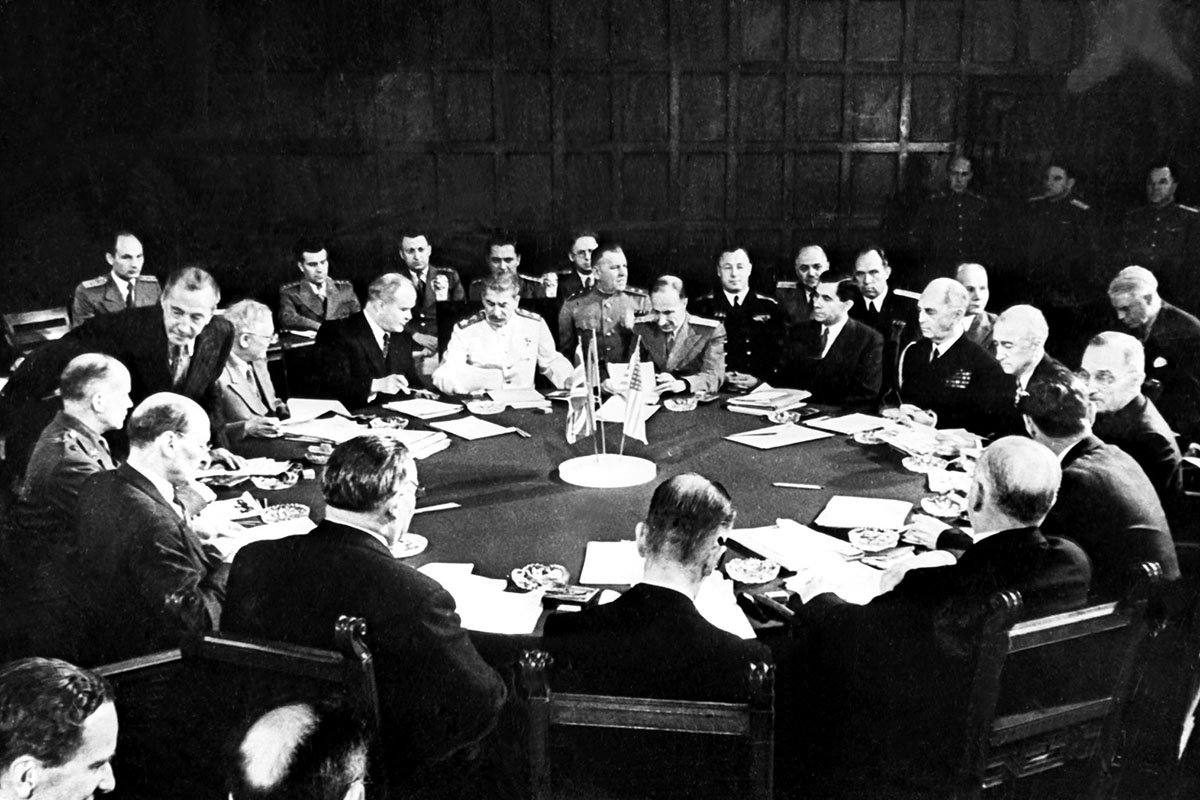
波茲坦會議的會議場景，圖中包括克萊門特·艾德禮、歐內斯特·貝文、維亞切斯拉夫·莫洛托夫、史達林、威廉·D·萊希、詹姆斯·F·伯恩斯和哈瑞·S·杜魯門。

- 「日本政府應移除所有阻礙日本人民民主傾向復興和增強的障礙。應確立言論自由、宗教自由和思想自由，以及尊重基本人權。」
- 「日本將被允許維持足以支持其經濟的工業，並允許以實物形式支付正當的賠償，但不允許發展使其能夠重新武裝進行戰爭的工業。為此，允許獲得（但不同於控制）原材料。最終允許日本參與世界貿易關係。」
- 「當上述目標實現，且根據日本人民自由表達的意願建立和平且負責任的政府後，同盟國的佔領軍將撤離日本。」

宣言僅在最後使用了「無條件投降」一詞：
- 「我們呼籲日本政府現在宣布其所有武裝部隊的無條件投降，並提供適當和充分的保證，以表明其誠意。否則，日本將面臨迅速而完全的毀滅。」

與最初的設想相反，宣言中完全未提及天皇。短暫任職的代理國務卿約瑟夫·格魯曾主張保留天皇作為立憲君主，希望保留裕仁的核心角色能促進太平洋戰區所有日本軍隊的有序投降。否則，可能難以實現投降。美國海軍部長詹姆斯·福雷斯特及其他官員持相同觀點。關於天皇是否被視為那些「誤導日本人民」或戰犯之一，或是否可能成為「和平且負責任的政府」的一部分，同盟國的意圖並未在宣言中明確說明。
「迅速而完全的毀滅」條款被解讀為對美國擁有原子彈的隱晦警告（該武器已於會議首日成功測試）。然而，宣言也具體提到了歐洲戰爭後期對德國造成的破壞。對於當時雙方尚不知曉原子彈存在的讀者而言，容易將該結論解讀為使用常規武器對日本造成類似破壞的威脅。

### 日本的反應
1945年7月27日，日本政府考慮如何回應宣言。「六巨頭」中四名軍方成員希望拒絕，但東鄉認為蘇聯政府對宣言內容並不知情，說服內閣在得到莫斯科反應前不要拒絕。內閣決定暫時發表宣言但不作評論。日本駐瑞士大使加瀨俊一在電報中觀察到，「無條件投降」僅適用於軍隊，而不適用於政府或人民，他懇求理解波茲坦宣言措辭的謹慎，「締約國似乎在各方面都努力幫助我們保存面子。」次日，日本報紙報導稱宣言已被拒絕。為管理公眾輿論，首相鈴木貫太郎會見記者，聲明：
我認為聯合聲明只是開羅會議宣言的重申。對於政府而言，根本不賦予其任何重要意義。唯一要做的事就是用沉默（黙殺）將其置之不理。我們將不惜一切繼續推進，直至戰爭成功結束。
內閣書記官長迫水久常曾建議鈴木使用表達「mokusatsu（意即『以沉默否定』）」。其含義具有模糊性，可解釋為「拒絕評論」或「忽視（保持沉默）」。鈴木的意圖一直是爭論的焦點。東鄉後來表示，此聲明違反了內閣不發表評論的決定。
7月30日，大使佐藤寫道：「若要阻止蘇聯參戰，別無選擇只能立即無條件投降。」8月2日，東鄉回覆佐藤：「您應能意識到……在敵軍登陸日本本土之前結束戰爭的時間有限，但另一方面，在國內立即決定具體的和平條件亦困難重重。」

## 廣島、滿洲和長崎

### 8月6日：廣島
1945年8月6日上午8時15分，由上校保羅·提貝茨駕駛的波音B-29超級堡壘轟炸機「艾諾拉·蓋伊」在日本本州西南部的廣島市投下一枚原子彈（美國代號小男孩）。當天，混亂的報告傳到東京，提到廣島遭到空襲，並被「刺眼的閃光與猛烈的爆炸」夷為平地。同日稍晚，他們收到了美國總統哈瑞·S·杜魯門的廣播，宣告首次使用原子彈，並警告：
我們現在準備更迅速和徹底地摧毀日本在任何城市地面以上的所有生產設施。我們將摧毀他們的碼頭、工廠和通信設施。毫無疑問，我們將完全摧毀日本的戰爭能力。為避免日本人民遭受徹底毀滅，7月26日在波茨坦發布了最後通牒。但他們的領導人立即拒絕了該通牒。如果他們現在不接受我們的條件，他們應準備迎接從空中降下前所未有的毀滅性打擊……
轟炸的次日，日本帝國政府召開內閣會議，「就迅速接受波茨坦宣言結束戰爭的問題展開了長時間爭論。」日本陸海軍曾各自進行日本核武器計畫，因此對原子彈的技術挑戰有基本了解。軍方成員懷疑美國是否真的成功製造原子彈，並下令進行獨立測試以確認廣島被摧毀的原因。海軍參謀總長豐田副武表示，即使美國有原子彈，也不可能擁有大量庫存。美國預期到類似的反應，計劃在第一次轟炸後迅速投下第二枚原子彈，表明其擁有充足的庫存。
8月7日下午，天皇告訴木戶幸一：「我個人如何無所謂。我們應盡快結束戰爭，避免再度發生此類悲劇。」8日下午，外務大臣東鄉茂德會見天皇，天皇表示戰爭必須結束。隨後，東鄉提議與首相鈴木貫太郎召開最高戰爭指導會議。當晚，鈴木告訴內閣書記官長迫水久常：「既然我們知道廣島被投下的是原子彈，我明天的內閣會議將發表我對結束戰爭的看法。」

### 8月9日：蘇聯入侵與長崎

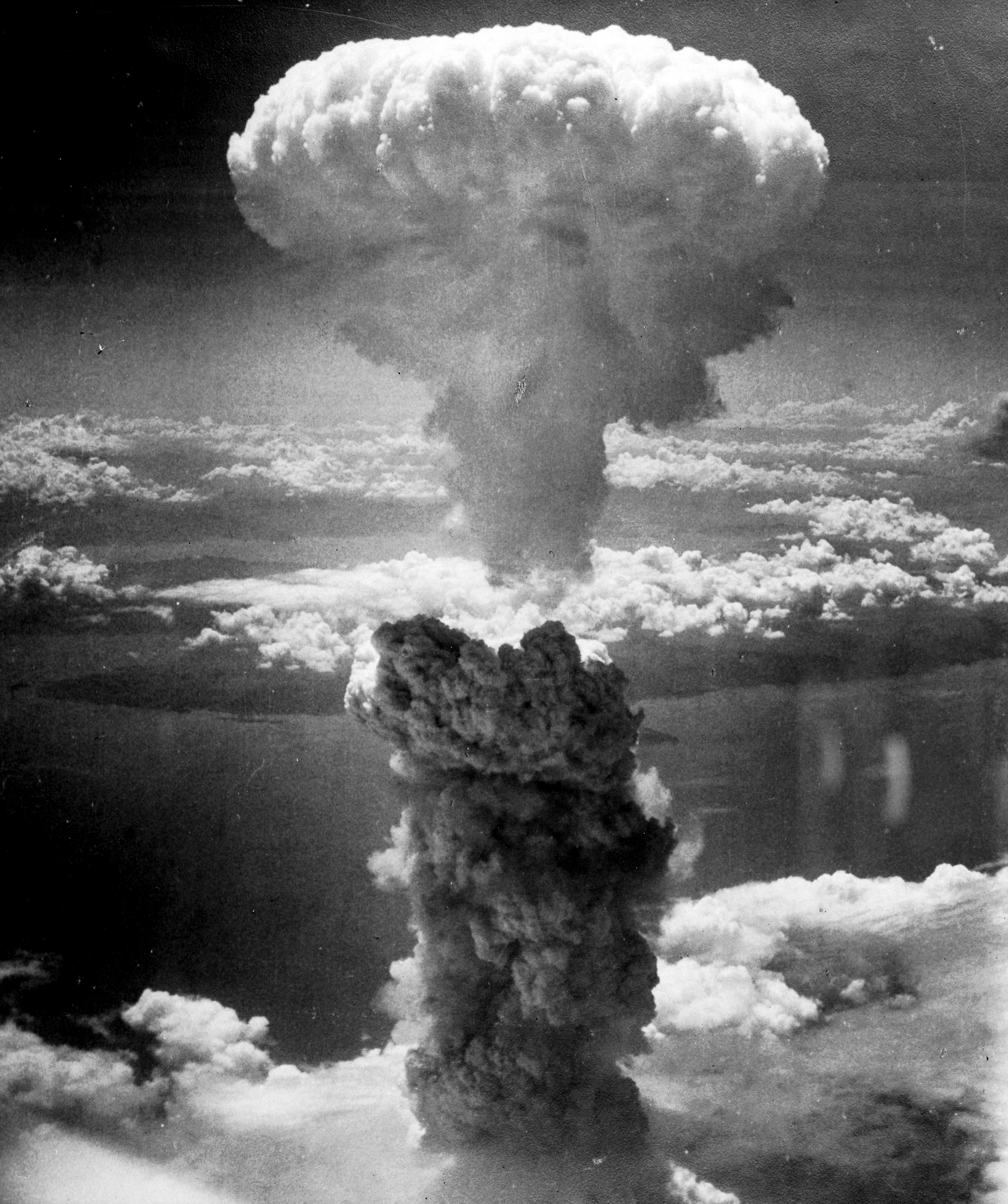
長崎市原子彈轟炸

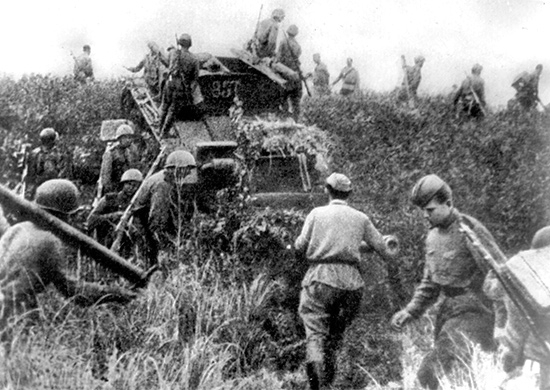
蘇聯步兵進入滿洲

1945年8月9日凌晨4點，東京收到消息，蘇聯已撕毀日蘇中立條約，宣戰於日本，並加入波茲坦宣言，同時發動了對滿洲的入侵行動。
當蘇聯入侵滿洲時，他們迅速突破了原本屬於精銳的關東軍防線，許多蘇聯部隊直到燃料耗盡才停止前進。蘇聯第16集團軍——共10萬兵力——對南庫頁島發起了進攻。他們的命令是消滅當地日軍抵抗，並在10到14天內做好準備，進攻北海道——日本本土的最北島嶼。負責防守北海道的日軍第5方面軍兵力不足，僅有兩個師和兩個旅，駐守於島嶼東側的防禦工事內。而蘇聯的進攻計劃則是從西側登陸。蘇聯的宣戰使得日本對於剩餘的時間估算發生了巨大變化。日方情報原本預測美軍可能在數月內才會登陸，但蘇聯部隊可能在短短10天內進入日本本土。蘇聯的入侵使得盡快做出結束戰爭的決定變得至關重要。——沃德·威爾森（Ward Wilson），《外交政策》
這兩個「雙重震撼」——廣島原子彈爆炸和蘇聯參戰——對日本領導層產生了深遠的即時影響。首相鈴木貫太郎和外務大臣東鄉茂德一致認為，政府必須立即結束戰爭。然而，日本大本營高層對此消息並未重視，並大幅低估了此次攻擊的規模。由於陸軍大臣阿南惟幾的支持，他們開始準備在全國實施戒嚴，以阻止任何試圖促成和平的行動。天皇裕仁指示木戶幸一「迅速控制局勢」，因為「蘇聯已向我們宣戰，並於今天開始對我們發動敵對行動。」
最高戰爭指導會議於上午10時30分召開會議。鈴木剛剛從天皇那裡得知，不可能繼續戰爭。東鄉建議接受波茲坦宣言的條件，但要求保證天皇的地位。海軍大臣米內光政表示，他們必須提出一些外交方案，已無法等待更有利的時機。
會議進行期間，11點多傳來消息，長崎市，位於九州西側的城市，被美國投下了第二枚原子彈（代號為胖子）。會議結束時，「六巨頭」內部分裂為3對3：鈴木、東鄉和米內支持東鄉的附加條件（保留天皇地位）；而阿南、梅津美治郎和豐田則堅持要求三個額外條件，包括日本自行解除武裝、日本處理戰犯，以及禁止同盟國占領日本。
在長崎原子彈轟炸後，杜魯門發表了另一份聲明：
英國、中國和美國政府已經充分警告日本人民，告訴他們將會面臨的結果。我們已經明確指出他們可以投降的條件。我們的警告被忽視，我們的條件被拒絕。自那以後，日本人民已經見證了原子彈的威力，也應該預見它未來會造成的後果。
全世界將注意到，第一顆原子彈被投向廣島，一個軍事基地。那是因為我們希望在首次攻擊中儘量避免平民傷亡。但這次攻擊只是未來的警告。如果日本不投降，我們將不得不將炸彈投向其戰爭工業，而不幸的是，數千平民將因此喪生。我敦促日本平民立即撤離工業城市，以免遭受毀滅。
我深知原子彈的悲劇性意義。
這一武器的研製和使用並非政府輕率之舉。但我們知道，我們的敵人也在尋找這種武器。我們現在知道，他們距離找到它有多近。我們也知道，如果他們率先找到這種武器，將會對我們國家、所有熱愛和平的國家和全人類帶來何種災難。
因此，我們感到必須承擔這一漫長、不確定且昂貴的研製和生產過程。
我們在发明這種武器的競賽中戰勝了德國人。
发明了這種武器後，我們就使用了它。我們對那些偷襲珍珠港、對我們的戰俘進行飢餓、虐待和處決的國家使用了它，對那些公然違背國際戰爭法的國家使用了它。我們使用它是為了縮短戰爭的痛苦，為了拯救成千上萬美國青年的生命。

我們將繼續使用它，直到完全摧毀日本的戰爭能力。只有日本投降，才能阻止我們。

## 投降的討論

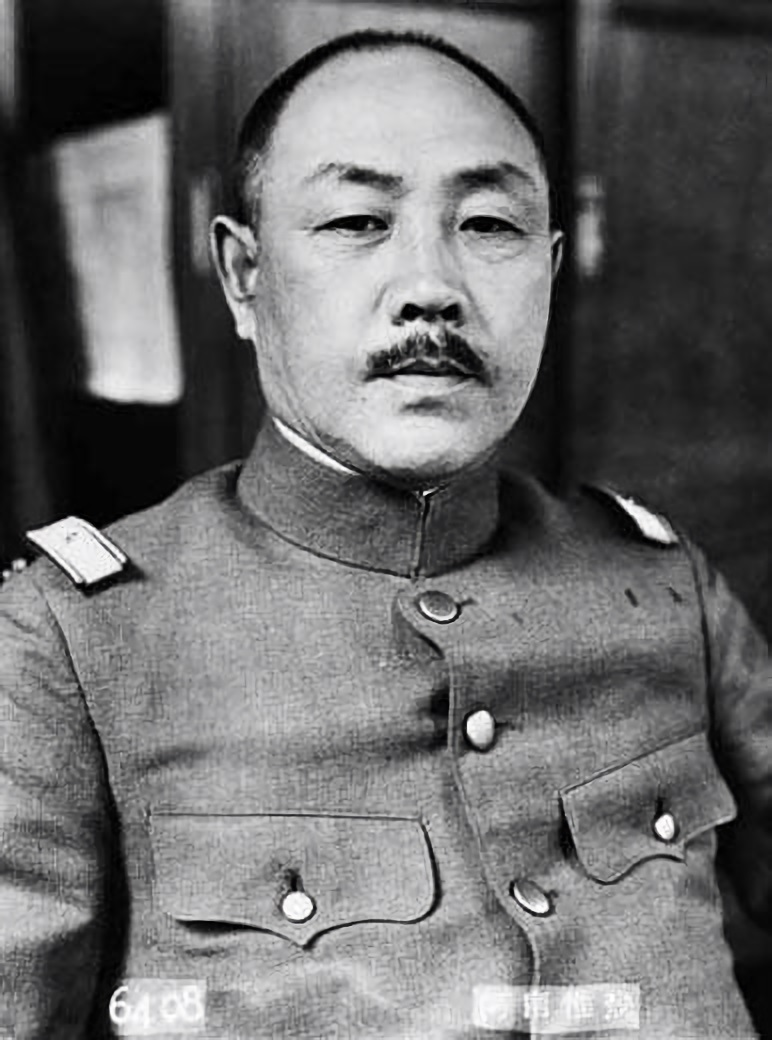
陸軍大臣 阿南惟幾

1945年8月9日14時30分，日本內閣全體召開會議，討論投降問題，整日爭論不休。和「六巨頭」一樣，內閣意見分歧，外相東鄉茂德與陸相阿南惟幾的主張均未能獲得多數支持。阿南向其他內閣大臣透露，一名被俘的美國P-51野馬式戰鬥機飛行員馬庫斯·麥克迪爾達在拷問下供稱，美國擁有100枚原子彈，並表示「東京和京都將於數日內被摧毀」。
實際上，美國直到8月19日左右才能準備好第三顆原子彈，第四顆則要到9月才能製造完成。然而，日本領導層無法確定美國的原子彈庫存規模，並擔心美國可能不僅能摧毀單個城市，甚至可能有能力消滅整個日本民族。事實上，阿南甚至希望日本全體覆滅，形容這一結局如同「美麗的花朵般凋零」。
內閣會議於17時30分休會，無法達成共識。18時至22時的第二次會議也同樣未能取得結果。會後，鈴木與東鄉會見天皇，鈴木提議召開臨時御前會議，該會議於8月9日深夜開始。鈴木提出阿南的四條件方案作為最高戰爭指導會議的共識立場。最高戰爭指導會議其他成員以及樞密院議長平沼騏一郎陳述日本已無力自衛，並描述國內糧食短缺等問題。會議未能取得一致意見。約在8月10日凌晨2時，鈴木向天皇請求裁決。會議參與者回憶天皇表態如下：
我對國內外局勢進行了認真思考，得出的結論是，繼續戰爭只會導致國家的毀滅，並延長世界上的流血與殘酷。我無法忍受我的無辜子民繼續受苦……  
那些主張繼續戰鬥的人告訴我，至6月，新的部隊將部署在九十九里濱（東京以東）的防禦工事中，準備迎擊侵略者。然而，現在已是8月，防禦工事仍未完成……  
有人說，國家生存的關鍵在於本土決戰。然而，過去的經驗表明，計畫與實踐之間總是存在差距。我不認為九十九里的情況能夠改觀。既然情況如此，我們又如何擊退侵略者呢？（隨後，他具體提到了原子彈破壞力的提升。）
看著日本勇敢忠誠的士兵被解除武裝，這是我無法忍受的。同樣，那些為我效忠的人被視為戰爭的煽動者而遭到懲罰，我也感到痛心。然而，現在已經到了必須忍受難以忍受之事的時候……  

我忍著淚水，同意外相東鄉提出的基於盟軍宣言的方案。
根據陸軍少將池田純久與海軍少將保科善四郎的記錄，樞密院議長平沼隨後向天皇詢問：「陛下，您也對這次失敗負有責任。您將如何向皇室的英靈和您的歷代祖先交代？」
天皇退場後，鈴木敦促內閣接受天皇的決定，內閣最終同意了他的意見。8月10日清晨，外務省通過瑞士聯邦外交部向盟軍發送電報，宣布日本接受波茨坦宣言，但不接受任何可能「損害」天皇特權的條件。這意味著日本的政體形式將不受影響，天皇仍保有實權。

### 8月12日
盟軍對日本有條件接受《波茨坦宣言》的回應由詹姆斯·F·伯恩斯撰寫，並經英國、中國和蘇聯政府批准，但蘇聯最終是勉強同意。盟軍於8月12日透過瑞士聯邦外交部向日本發送回應。在關於天皇地位的問題上，盟軍聲明：
自投降之日起，天皇及日本政府治理國家的權力將受盟軍最高司令官的管轄，最高司令官將採取其認為適當的措施以落實投降條款……日本的最終政府形式，將依照《波茨坦宣言》規定，根據日本人民自由表達的意願確立。
杜魯門總統指示，除非得到總統授權，不得再對日本投下原子彈，但允許包括B-29火災轟炸在內的軍事行動繼續，直到收到日本正式投降的消息。然而，新聞記者錯誤地解讀了美國戰略空軍司令部太平洋區指揮官卡爾·斯帕茨的言論，認為11日天氣惡劣導致B-29轟炸機未出動是停火的標誌。為避免給日本帶來盟軍放棄和平努力並恢復轟炸的印象，杜魯門隨後下令暫停所有進一步轟炸。
日本內閣考慮盟軍的回應時，鈴木主張必須拒絕，並要求對天皇制度的明確保障。而阿南則重申反對盟軍占領日本。隨後，東鄉告訴鈴木不可能獲得更好的條件，而木戶向天皇轉達了日本應投降的意見。在一次與天皇的會面中，米內光政提到國內局勢惡化的擔憂時說：
我認為這種說法不太恰當，但原子彈和蘇聯參戰在某種意義上是神的恩賜。這樣我們就不必因國內情況而宣布投降。
當天，天皇向皇室成員表明他已決定投降。一位皇族成員朝香宮鳩彥王詢問：「如果無法保留國體（即皇權主權），戰爭是否還會繼續？」天皇簡單地回答：「當然。」

### 8月13日至14日
根据美国心理战专家的建议，8月13日，B-29轰炸机向日本投下了大量有日本的投降提议以及盟军的回应内容的传单。這些傳單，其中一些落在皇居附近，對日本的決策過程產生了深遠影響。日本政府認識到，唯一的選擇是完全接受盟軍條件，即使這意味著日本現有政府的解體。
「六巨頭」與內閣就盟軍回應的答覆辯論到深夜，但仍未能達成共識。與此同時，盟軍對日本的反應感到疑惑，等待其正式回應。日本本應以明文傳遞無條件接受，但卻發送了與談判無關的加密消息。盟軍將此視為對條件的拒絕。

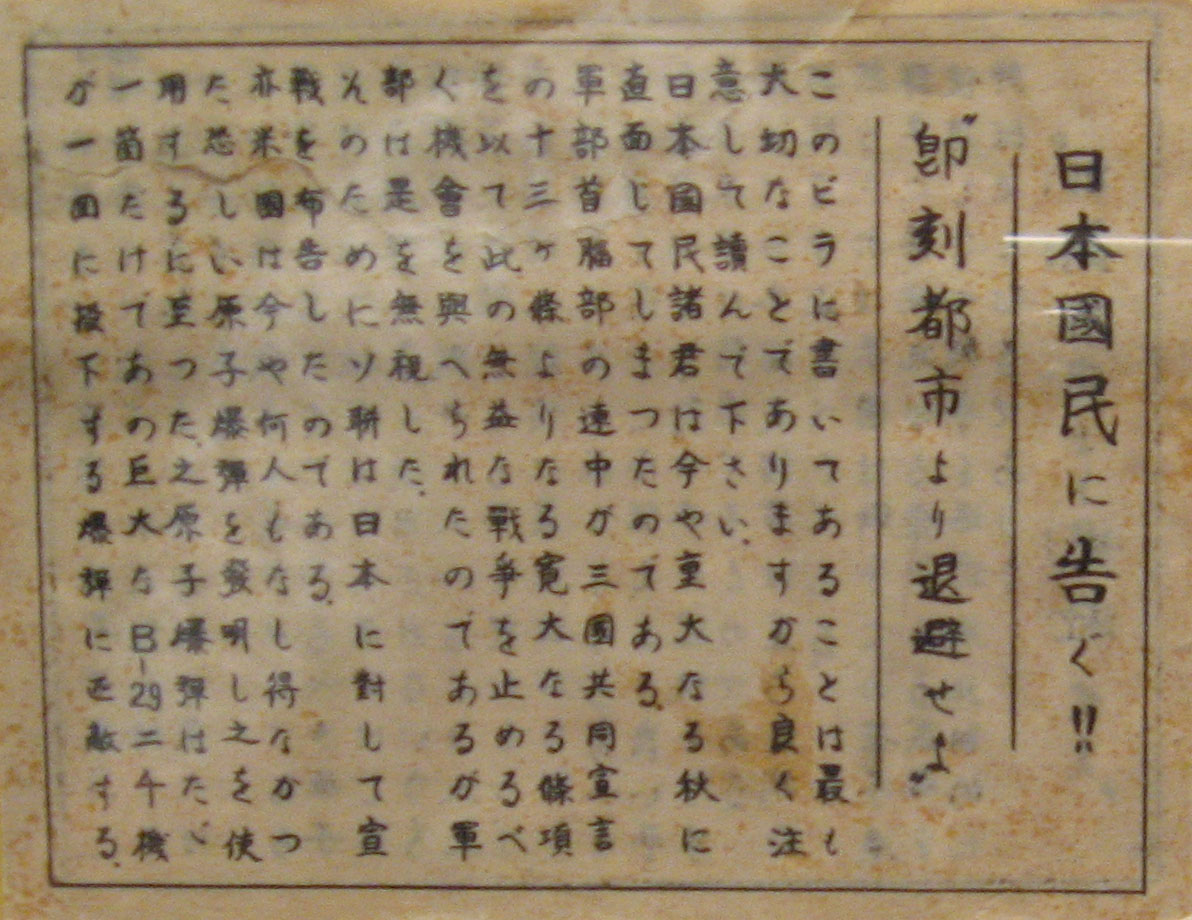
一張在廣島轟炸後投放於日本的傳單，部分內容寫道：「日本人民正面臨一個極其重要的秋天……美國已經開發出一種原子彈，其威力相當於2000架B-29轟炸機。」

盟军使用Ultra密码分析系统发现日本的外交和军事通信量增加，认为这是日本即将发动全面
万岁冲锋的迹象。杜魯門下令恢復對日本的最大強度攻擊，「以向日本官員表明我們的決心，並讓他們理解我們對和平提議的認真態度。」在太平洋戰爭中最大規模的轟炸行動中，超過400架B-29轟炸機於8月14日白天出擊，當夜又有超過300架出動。此次行動共動用了1014架飛機，無一損失。來自315轟炸機聯隊的B-29飛行了3,800 mi（6,100 km），摧毀了位於本州北端的秋田市日本石油公司精煉廠，這是日本本土最後一座運行中的煉油廠，提供了其67%的石油供應。
同一天，天皇召集最高军事将领商讨战局。多数与会者仍坚持继续作战，但第二总军司令畑俊六元帅表示已丧失击退盟军的信心，且未对天皇的决策表示反对。天皇要求軍方領袖合作，結束戰爭。
內閣和其他顧問會議上，阿南、豐田和梅津再次主張繼續作戰，天皇隨後說道：
我已仔細聆聽了各方反對接受盟軍回應的意見，但我的想法並未改變……為了讓人民了解我的決定，我請求你們立即準備詔書，讓我向全國廣播。我還請求你們竭盡全力，共同面對未來的艱難時日。
內閣立即召開會議，並一致通過了天皇的意願。他們還決定銷毀大量有關戰爭罪行與國家高層責任的文件。會後，外務省向瑞士和瑞典的大使館發出接受盟軍條件的命令。華盛頓於8月14日02時49分收到消息。

## 未遂政變

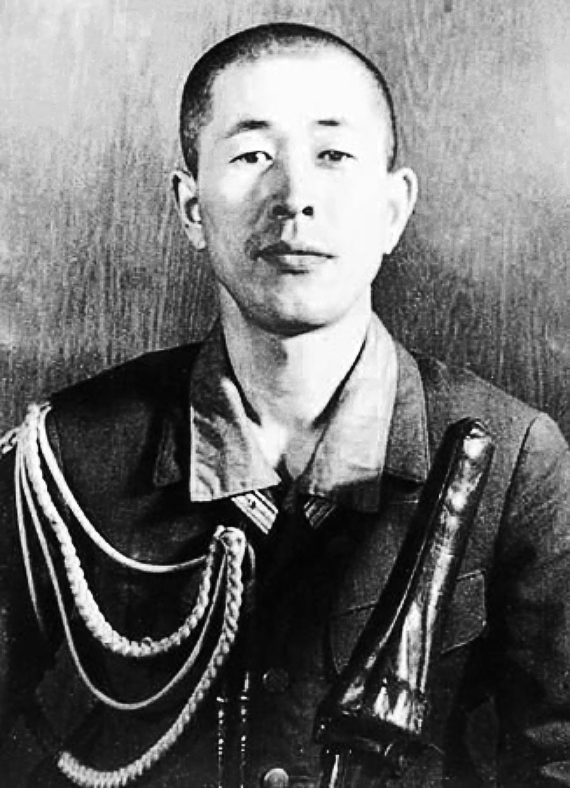
畑中健二，政變的領導者

8月12日深夜，陸軍大臣阿南惟幾與包括少校畑中健二、上校荒尾興功以及中校井田正孝、稻葉正夫、竹下正彥（竹下為阿南的妹夫）在內的一群軍官接觸。荒尾身為軍務局局長，要求阿南盡其所能阻止接受波茨坦宣言。阿南拒絕表態是否會反對投降決策。儘管策劃者認為阿南的支持對成功至關重要，但他們決定繼續籌劃，最終自行發動政變。畑中在8月13日大部分時間及14日上午招募盟友，尋求軍部高層支持並完善計劃。
8月13日至14日晚間，一場御前會議決定政府無條件投降。會議結束後，一群高級軍官，包括阿南，在附近的一間房間聚集。與會者擔心可能會發生政變以阻止投降。在此會議中，陸軍參謀次長河邊虎四郎提議與會的高級軍官簽署協議，承諾執行天皇的投降命令——「陸軍將遵照聖斷行動到最後一刻」。最終，與會的重要軍官簽署協議，包括陸軍大臣阿南、參謀總長梅津、第一總軍司令杉山元元帥、第二總軍司令畑俊六元帥及教育總監土肥原賢二。當梅津擔心航空部隊可能製造麻煩時，陸軍次官若松忠道帶著協議前往航空總軍總部，該部司令官河邊正三（河邊虎四郎之兄）也簽署了協議。這份文件對於阻止東京的政變企圖起到了關鍵作用。
8月14日21時30分左右，由畑中領導的策劃者啟動了計劃。第一近衛師團第二連隊進入皇宮，增強了已駐守於此的營隊，名義上是為了加強防護以抵禦畑中的叛變。但畑中與中校椎崎二郎說服了第二連隊指揮官芳賀豊次郎上校，虛假地聲稱阿南、梅津以及東部軍和近衛師團的指揮官都參與了計劃。畑中還到田中靜壹中將（東部軍司令官）辦公室試圖說服他加入政變，但田中拒絕並命令畑中回家。畑中無視了命令。
原本，畑中希望透過佔領皇宮並展現叛亂的開端來激起陸軍的反抗情緒，阻止投降。這一理念支撐了他在最後幾天及數小時內的行動，使他盲目地樂觀推進計劃，即使缺乏上級的支持。安排好所有部署後，畑中和同夥決定近衛部隊在凌晨2時接管皇宮。在此之前，他們繼續嘗試說服陸軍的上級加入政變。大約同時，阿南將軍切腹自殺，留下遺言：「以我之死，謹向天皇陛下謝罪此大罪。」這大罪是否指的是戰敗還是政變，至今仍不明。
1時過後，畑中及其手下包圍了皇宮。畑中、椎崎、井田和上原重太郎上尉（航空學校）前往守武中中將辦公室，請求他加入政變。守武當時正在與其妹夫白石通教會面。守武身為近衛第一師團司令官，其合作至關重要。當守武拒絕支持畑中時，畑中因擔心守武會命令近衛師團阻止叛亂而將其殺害。上原也殺死了白石。這是當晚僅有的兩起謀殺案。畑中隨後使用守武的印章批准了一份虛假的命令（近衛師團作戰命令第584號），該命令由同夥編造，旨在加強佔領皇居及宮內省的部隊力量，以「保護」天皇。

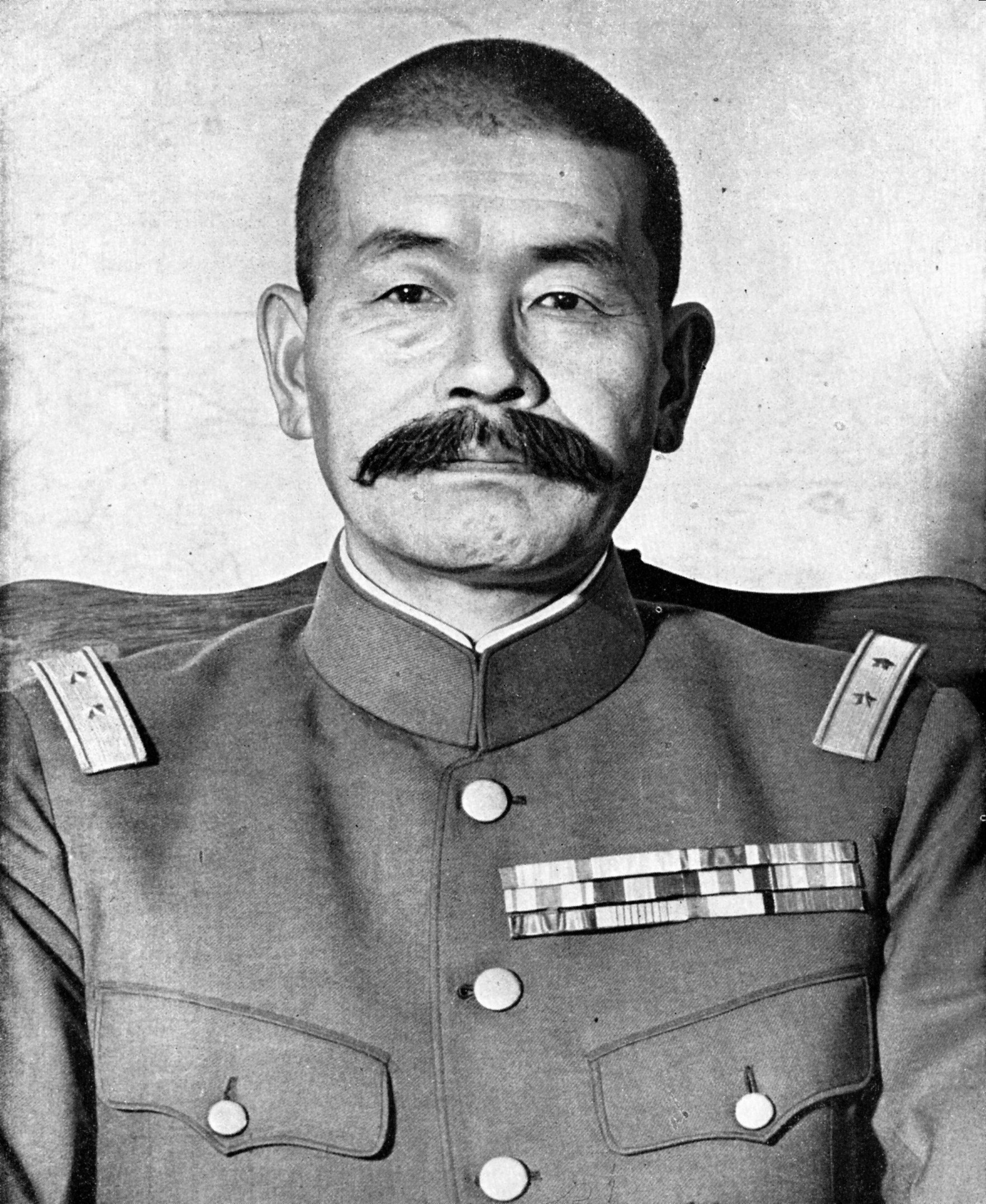
政變在田中靜壹說服叛軍回營後瓦解。田中九天後自殺。

宮內警察被解除武裝，所有入口被封鎖。 畑中的叛軍一整夜都在尋找錄音與政府官員，試圖阻止投降公告。由於停電、宮內省的混亂及設施陳舊，叛軍的搜索變得困難。畑中威脅德川義寬交出錄音，但後者撒謊聲稱不知情。
與此同時，畑中的另一組叛軍襲擊了總理大臣官邸和鈴木貫太郎的住處，但鈴木提前逃脫。叛軍縱火後轉向平沼騏一郎的住所，但平沼也成功逃脫。鈴木此後一直受到警方保護，每晚換地方過夜。
凌晨3時左右，井田告訴畑中，東部軍正趕往皇宮以阻止叛亂，並要求他放棄。當畑中的計劃逐漸瓦解時，他試圖向NHK請求播出其訴求，但遭到拒絕。最終，畑中的叛軍於早上8時被解散，皇宮未受重大損失，錄音得以保護。
上午11時左右，畑中舉槍自盡，結束叛亂。其遺言寫道：「黑雲已散，無怨無悔。」

## 投降
裕仁天皇針對投降分別向公眾與軍方給出了不同的理由：在對公眾的演說中，他表示：「敵人已開始使用新型且極其殘酷的炸彈，其破壞力實在難以估量……如果我們繼續戰鬥，不僅會導致日本的最終崩潰和毀滅，也將導致整個人類文明的完全滅絕。」而在對軍方的講話中，他未提及「新型炸彈」，而是指出：「蘇聯已對我們宣戰，繼續戰爭……將危及帝國的根基。」

### 1945年8月15日，向日本公眾發表投降演說
1945年8月15日12時（日本標準時間），玉音放送播出了天皇宣讀的《終戰詔書》的錄音：
深思全球趨勢及我國當前之現狀，朕已決定採取非常措施以解決當前局勢。
朕已命政府向美、英、中、蘇四國政府通報，我國接受其聯合宣言之條款。
為全體國家之共同繁榮與幸福以及臣民之安全福祉而努力，是朕之皇祖所傳之神聖義務，亦是朕之心志。
朕之確信遠非侵略他國主權或謀求領土擴張，而是為確保日本之自保及東亞之穩定，誠心宣戰於美英。然而，戰事持續已近四年，儘管全國軍民竭力奮鬥，局勢仍對我不利，全球之大勢亦對我國不利。
敵人已開始使用新型且極其殘酷之炸彈，其破壞力實難估量，並奪去許多無辜生命。若繼續戰鬥，不僅將導致日本之最終崩潰與毀滅，亦將導致人類文明之完全滅絕。
朕深感如是，又當如何拯救億萬臣民，或告慰朕之皇祖英靈？因此，朕命接受列強聯合宣言之條款……。

未來吾國所將承受之艱難與苦難必定甚巨，朕深知全體臣民之心情。然而，朕決意忍受難忍之事，為後世代開啟和平之大道。
由於錄音品質低劣，加上天皇使用文言日語，大多數聽眾難以理解內容。此外，天皇並未明確提及「投降」，因此廣播結束後立即補充說明日本已無條件投降。
公眾對天皇演說的反應各異——許多人聽後繼續盡力過活，有些軍官則選擇自殺以示抗議。一小群人聚集在東京皇居前哭泣，但正如作者約翰·道爾所述，這些眼淚「反映了多種情感……痛苦、悔恨、喪親之痛及對被欺騙的憤怒，還有突如其來的空虛與失落感」。
8月17日，東久邇宮稔彥王取代鈴木貫太郎出任首相，或許是為了防止進一步的政變或暗殺。

### 1945年8月17日，向日本軍方發表投降演說
在向公眾播出投降演說兩天後，裕仁天皇向「帝國軍官兵」發表了簡短的講話。他表示：
自向美國及英國宣戰以來，已歷三年八月。其間，陸海軍官兵捨身奮鬥，表現英勇，朕深感感激。然而，蘇聯已對我宣戰，在當前內外條件下繼續戰爭，只會徒增戰爭之禍害，最終甚至危及帝國根基。考慮到此，雖然帝國陸海軍之戰鬥精神依然高昂，為維護及保護吾國高尚之國策，朕決定與美、英、蘇及重慶和平締約……。朕深信帝國軍官兵將遵從朕之意志，忍受難以忍受之事，為後世奠定永恆基礎。

### 佔領與投降儀式

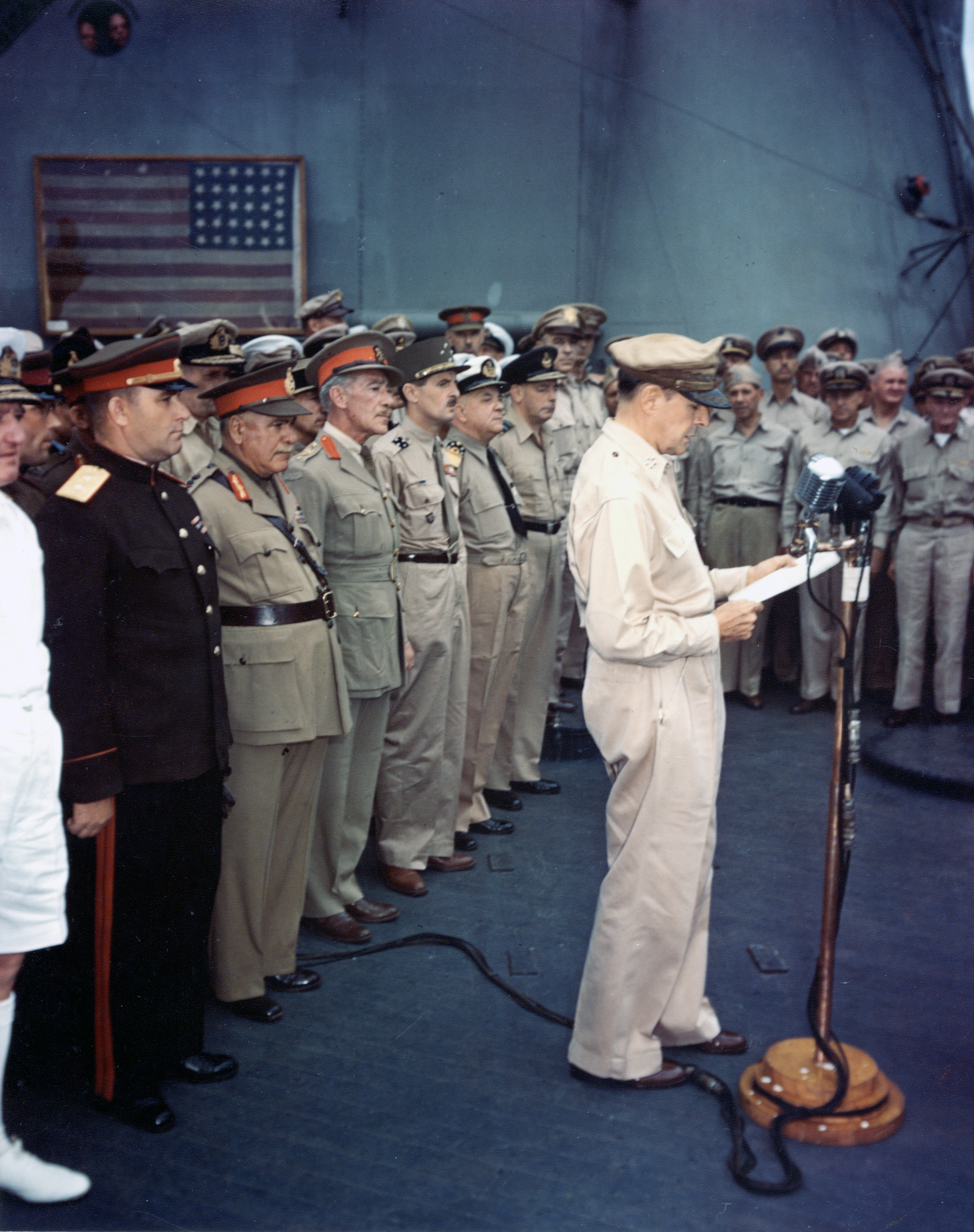
麥克阿瑟在投降儀式中致辭，背景可見馬休·佩里的旗幟。

8月14日19時，美國通過電台向公眾宣布日本接受投降條件，這一消息引發了大規模的慶祝活動。照片《在時代廣場的勝利日》捕捉了一名美國水兵在紐約親吻女子的場景，而《跳舞的人》的新聞影片則展現了悉尼的即時歡慶場景。8月14日與15日成為許多同盟國紀念的對日勝利紀念日。
日本在突如其來的原子彈攻擊後迅速投降，令美國與英國以外的大多數政府感到意外。蘇聯曾有意占領北海道，但因杜魯門總統的反對而未能實現。然而，蘇聯持續作戰至9月初，並占領了庫頁島。
日本部隊仍在亞洲大陸與蘇聯和中國作戰，停火與投降的管理工作困難重重。美國的B-32轟炸機從沖繩起飛執行偵察任務，以監督日本是否遵守停火協議，並搜集相關情報以協助佔領進程。然而，8月18日，一群日軍海軍飛行員未經政府授權，攻擊了四架在東京上空執行任務的B-32轟炸機。這些飛行員可能反對停火或認為在正式簽署投降文件前應保衛日本領空。這些襲擊造成輕微損害，隨後美軍加派偵察航班。最終，依據停火協議，日軍飛機的螺旋槳被拆除，盟軍的偵察飛行未再遭遇挑戰。
8月19日，日本官員前往馬尼拉會見盟軍最高統帥道格拉斯·麥克阿瑟，以聽取其佔領計劃簡報。8月28日，150名美軍人員飛抵厚木航空基地，正式展開日本佔領。隨後，美軍密蘇里號戰艦（USS Missouri）登陸的伴隨艦艇在神奈川縣南部海岸部署了美國海軍陸戰隊第四團。美國陸軍第十一空降師則自沖繩空運至厚木機場。
麥克阿瑟於8月30日抵達東京，並即刻頒布多項法令：禁止盟軍人員襲擊日本平民；禁止盟軍人員食用稀缺的日本糧食；日本國旗（日之丸或旭日旗）的使用受到嚴格限制。

## 終戰工作的例子
在日本軍隊仍佔有利局勢的情況下，早期尋求休戰或結束戰爭的努力，從1942年（昭和17年）起便在部分政治家、官僚與民間人士間進行摸索。然而，由於東條內閣和軍部以戰爭勝利為大義的壓制政策，這些工作遭到打壓，例如中野正剛因此被迫自殺。作為終戰工作的例子，以下幾項被人所知：
- 燕京大學校長司徒雷登及上海市長周佛海為中介者的和平工作。
- 日本軍參謀副長今井武夫與何柱國上將之間的和平協議。
- 水谷川忠麿男爵（近衛文麿的異母弟）與中國國際問題研究所的何世禎之間的和平工作。
- 以駐日瑞典公使威達·巴格（英语：Widar Bagge）為中介者進行的與英國之間的和平工作。此外，小野寺信駐在武官亦與納粹德國的親衛隊諜報部門統括責任人瓦爾特·舍倫貝格（英语：Walter Schellenberg）共同進行與瑞典王室之間的獨立工作[i][j]。但由於東鄉的意向專注於與蘇聯的談判，該工作被推遲直至戰爭結束[k]。
- 在瑞士由美國戰略事務局的艾倫·達勒斯（Allen Dulles）為中介者，透過岡本清福陸軍武官、加瀬俊一公使及藤村義朗海軍武官等人進行的和平工作[150][l][m]。

這些工作最終因和平條件、日本方面對中介者的不信任及時機問題等原因，均未能實現。

## 再次投降與抵抗
1945年9月2日，幾乎同時在特魯克環礁的波特蘭號重巡洋艦（CA-33）上舉行了一場投降儀式，美國副海軍上將喬治·D·默里接受了日本軍事與民間高層對加羅林群島的投降。
隨後，日本在太平洋地區其他殘餘據點舉行了多場投降儀式。9月2日，日本在槟城投降；9月10日，在拉布安投降；9月11日，在砂拉越王國投降；9月12日，在新加坡投降；9月13日，在吉隆坡正式投降。中華民國於10月25日接收台灣行政權。直到1947年，美國與英國才完成對日俘的遣返。然而，中國到1949年4月仍拘押了超過六萬名日俘。部分人士如富永正三直到1950年代末才被遣返。
日本投降後，超過540萬名日軍士兵與180萬名海軍被盟軍俘虜。日本基礎設施的毀壞，加上1946年的嚴重飢荒，進一步加劇了盟軍供養日本俘虜與平民的困難。
日本與大多數盟國之間的戰爭狀態於1952年4月28日《舊金山和約》生效時正式結束。同日，日本與中華民國簽署《台北和約》正式和解。1956年，日本與蘇聯簽署《日蘇共同宣言》，正式結束戰爭狀態。1972年中華人民共和國與日本簽署《中日聯合聲明》正式結束不正常關係。
許多日本殘留兵，特別是在太平洋小島上，拒絕投降。他們認為投降聲明是宣傳，或認為投降違背武士道精神。一些人甚至可能完全未聽說過投降。最後一位已知的殘留兵中村輝夫於1974年12月從印尼隱藏處出現，而另有兩名投降後加入共產黨游擊隊的日本士兵，在泰國南部戰鬥至1990年。一些報告指出，甚至有殘留兵持續作戰至1991年。
- 安達二十三，駐紐幾內亞日本第十八軍司令，向澳洲第六師指揮官霍雷斯·羅伯遜移交指揮刀。
- 第4坦克團指揮官甲斐田達一與其參謀長篠原稔少校在帝汶，聽取莫士比號上的投降條件。
- 陳儀（右）在中山堂接受安藤利吉（左）簽署的台灣總督府移交文件。
- 神田正種在布干維爾島簽署投降文件。
- 日軍軍官在西貢向英軍中尉交出指揮刀。
- 一名日軍海軍軍官於1945年9月2日在納爾遜號上簽署檳城投降文件。隔日英國皇家海軍陸戰隊根據行動隊審判（英语：Operation Jurist）解放檳城。
- 日本於1945年9月3日在菲律賓碧瑤向美軍舉行投降儀式。
- 第37軍司令馬場正郎中將於拉布安簽署投降文件，由澳洲少將喬治·伍頓監督。
- 日軍於9月11日在古晉卡彭達號上向澳洲部隊正式投降。
- 板垣征四郎將軍於新加坡市政廳向英國代表蒙巴頓伯爵投降。
- 英國海軍少將夏慤爵士見證日軍藤田類太郎中將於1945年9月16日在香港簽署投降文件。
- 日軍於9月17日在英屬北婆羅洲根地咬向澳洲部隊投降。
- 第六戰區司令孫蔚如在武漢接受岡部直三郎將軍對華中日軍的投降。
- 1946年2月22日，板垣將軍於吉隆坡向英軍將領弗蘭克·梅塞維交出指揮刀。

## 後續

### 戰後處理

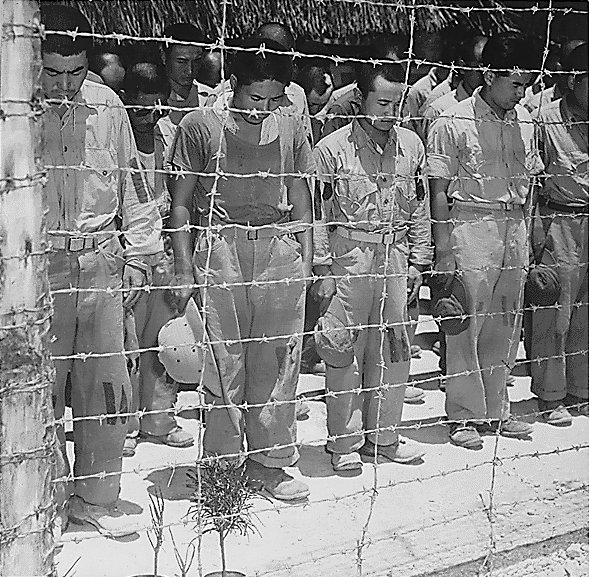
於關島遭到俘虜的日軍部隊低頭聆聽昭和天皇宣布日本無條件投降的消息，攝於1945年8月15日。

一直到1947年為止，所有被英國與美國等西方盟軍囚禁的戰俘陸陸續續被遣返（Repatriation）回到日本。但一直到1949年4月為止，由於第二次國共內戰的關係使得超過60,000多名日本戰俘仍出於各種原因留在中國。其中有數千名日本軍成員以及滿蒙開拓移民在華北方面軍高層與山西國民革命軍軍閥閻錫山達成秘密協議後，為了復興大日本帝國並且再次佔領中國而編建成為閻錫山部隊中，另外中共軍隊也接受日本戰俘並使其加入八路軍以及中國人民解放軍，另外包括富永正三在內的日本戰俘則一直到1950年代末期才被遣返回國。但另一方面日本投降也意味著日本後勤需求更加龐大，其中在日本投降時有超過5,400,000名日本陸軍士兵及1,800,000名日本海軍士兵遭到盟軍俘虜。而如果同樣以投降當天做為計算標準的話本，於日本本土服役的軍職人員總人數為4,335,500人，另外佈署於海外地區的軍人還有3,527,000人。龐大的軍事人員數量以及在第二次世界大戰期間遭到嚴重破壞的基礎設施，以及1946年時日本本土爆發的嚴重飢荒，這些都使得同盟國對於日本戰俘和一般平民的生存問題更為複雜化許多。
在戰爭結束之際，國民政府軍事委員會委員長蔣介石反對分區佔領日本，放棄戰爭賠款，反對罷黜天皇，200多萬軍民即行遣歸日本。日本在中國戰區滯留了總數在200萬以上的軍隊和日僑。國民政府除了將岡村寧次等200餘戰犯盡數無罪釋放外，還迅速遣返日本在華軍民。據統計，共有2711951人被遣返，其中軍人有1231251人，平民1480700人。在遣返過程中，允許日本官兵與僑民攜帶一件盥洗具、一件毛毯、三套冬季衣服、一件大衣、三雙皮靴、三條短褲、三件襯衫、一件手提包、一件手提袋，另外僑民可帶1000日元，軍官可帶500日元，士兵可帶200日元的現款。「與其他從南洋各國返日的人相較，從中國返日者的行李的確太多了」這是岡村寧次在回憶錄中所承認的。國民政府在糧食供應上也有安排。據估計，三個月內為日本俘僑提供的糧食多達128.2萬余大包，如果按當時每包8000元計算，共需款102.574億元。為了迅速遣返日本在華軍民，國民政府方面撥出了80％的船舶和70％—80％的列車，以致國內的緊急運輸活動都受到了影響。
不過雖然日本政府已經簽署了《降伏文書》並接受無條件投降的要求，實際上美國等47個國家與日本之間戰爭的正式結束則一直到1952年4月28日《舊金山和約》生效為止。其中受到中國代表權的爭議問題，已經遷往臺灣的中華民國則在《舊金山和約》生效同一天另外簽署了《中日和約》。蘇聯則由於南千島群島的領土歸屬問題而拒絕簽署《舊金山和約》，在經過多次談判後才於1956年與日本簽署了《日蘇共同宣言》，兩國才正式回復之間的和平關係。而中華人民共和國則受限於當時普遍不受到國際社會的承認，使得一直到1972年中國與日本已經恢復正常外交關係後才另外簽署《中日和平友好條約》。
另外一直到1946年以前，亞洲和太平洋偏遠地區仍然有日軍部隊堅持繼續作戰而不願意投降。而之後一些太平洋小島嶼上仍然有部分日軍部隊仍然堅持游擊抵抗並拒絕投降，其中部分人士認為投降消息是敵方的宣傳行為或者堅持繼續執行先前下達的任務內容，另外也有些人士則從來沒有聽聞過日軍投降的消息。例如1972年時於關島持續游擊抵抗的橫井庄一被人發現，以及在1974年分別於菲律賓和印度尼西亞繼續執行作戰命令的小野田寬郎與李光輝才被發現並分別送回日本和臺灣。由於在第二次大戰結束後多年仍然有部隊成員尚未遣返送回日本，這使得日本政府往往透過表揚戰鬥經歷並頒發勳章的方式來「挽回信譽」。另外有些日軍部隊成員則是在第二次世界大戰結束後還被捲入印度尼西亞獨立戰爭或法越戰爭等軍事衝突中，甚至有2名日本軍人之後選擇加入共產主義的游擊隊，一直在泰國南部戰鬥至1991年才被發現。

### 盟軍統治時期

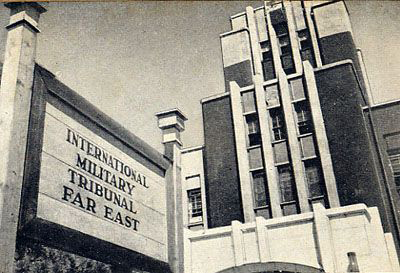
於東京都市谷前日本陸軍省參謀本部大樓所召開的遠東國際軍事法庭，攝於1946年5月。

在9月2日雙方於密蘇里號戰艦正式簽署《降伏文書》後，美國政府批准《美國對日本投降後初期政策》（US Initial Post-Surrender Policy for Japan）來作為同盟國軍事佔領日本時期的指導準則，然而美國總統杜魯門在這之前仍然表示：「戰爭尚未正式結束，我們也還沒宣布停止所有敵對行動。」實際上所謂同盟國軍事佔領日本也幾乎是由美國軍方所主導著，並且由道格拉斯·麥克阿瑟擔任駐日盟軍總司令一職。其中美國認為盟軍佔領時期的優先項目之一是另外起草一部新的憲法，並且藉此來解散過去日本自1868年1月3日明治維新所確立的天皇「統治」架構。1946年11月3日，以《波茨坦公告》為主要構架而成的《日本國憲法》正式公布；而在美國協助下依照此憲法也另外架構新的日本國政府，來取代過去持續統治77年的大日本帝國。但雖然先前昭和天皇為因應美國要求而發布《人間宣言》，聲明中否定天皇為現人神的身分而只是作為一個日本的國家象徵。然而為了不觸及日本自身的國家尊嚴議題，在新制定的《日本國憲法》仍賦予天皇在行政機構仍有其工作職責。
此外盟軍也開始隨即著手調查有關日軍戰爭罪行這一部分，其中包括有南京大屠殺、人體生物武器試驗、勞役或虐待戰俘以及慰安婦問題等。但許多日本民眾擔憂天皇可能會面臨針對戰爭罪刑的審判，甚至可能因而如美國政府所主張的取消日本天皇傳統所擁有的地位。不過在1945年9月底麥克阿瑟將軍在與日本天皇裕仁會面後，裕仁表示自己願意承擔導致第二次世界大戰爆發的罪行，但是這項懲處天皇的提議則被同盟國所拒絕。自1946年1月19日開始，遠東國際軍事法庭開始進行有關戰爭罪刑的起訴程序。

### 腳註
1. ↑  天皇的具體角色一直是歷史學界辯論的焦點。在鈴木首相的命令下，日本在投降與盟軍占領開始之間的幾天內銷毀了許多關鍵證據。自1946年東京審判成立後，日本皇室開始聲稱裕仁天皇僅是一個無實權的象徵，部分歷史學家接受了這一觀點。然而，赫伯特·比克斯、約翰·W·道爾、藤原彰及吉見義明等人則認為他在幕後實際掌控政權。根據Frank 1999，第87頁，「這兩種極端的觀點都不準確」，事實似乎介於兩者之間。
2. ↑  關於被銷毀的細節，見Wilson 2009，第63頁。
3. ↑  ／ Tennōzan，出自山崎之戰
4. ↑  蘇聯在發動滿洲入侵兩小時前，向駐莫斯科的日本大使佐藤交付宣戰聲明。然而，儘管蘇聯保證會將該消息傳遞給東京，但他們並未履行此承諾，反而切斷了日本大使館的電話線，作為對40年前旅順口戰役日軍突襲的報復。日本通過莫斯科的廣播得知了這次攻擊。
5. ↑  實際上，飛行員馬庫斯·麥克迪爾達是在撒謊。他在廣島原子彈轟炸後兩天被擊落於日本海岸外，並不知道曼哈頓計畫，他僅僅因為一名審問官將武士刀架在他的脖子上，而編造了對方想聽的謊言。這一謊言使他被列為優先囚犯，從而可能避免了被斬首的命運。Hagen 1996，第159–162頁
6. ↑  停火期間，斯帕茨做出了重要決定，根據美國戰略轟炸調查團報告的證據，他命令戰略轟炸重點從火災轟炸城市轉向摧毀日本的石油和交通基礎設施。Frank 1999，第303–307頁
7. ↑  各國依據接收到日本投降消息的當地時間慶祝勝利日，例如英聯邦國家紀念8月15日 （页面存档备份，存于），而美國則紀念8月14日。
8. ↑  個人及地方政府需申請許可才可懸掛國旗。此限制於1948年部分解除，次年完全解除。
9. ↑  回憶錄見小野寺百合子《波羅的海之濱　武官之妻的大東亞戰爭》（共同通信社，初版1985年）。
10. ↑  根據信息公開，近年研究進一步發展，相關評傳包括產經新聞編輯委員岡部伸的《消失的雅爾達密約緊急電　情報官小野寺信的孤獨戰鬥》（新潮選書，2012年），以及《被稱為「情報之神」的男人　令同盟國畏懼的情報官小野寺信的作風》（PHP研究所，2014年）。
11. ↑  基於小野寺的工作，作家佐佐木讓著有小說《斯德哥爾摩密使》（新潮社，後由新潮文庫出版），並於1995年（平成7年）10月由日本放送協會（NHK）改編為前後篇電視劇。
12. ↑  有馬哲夫在《「瑞士諜報網」的日美終戰工作　波茲坦宣言為何被接受》（新潮選書，2015年）中，對藤村的和平工作持否定態度。
13. ↑  以藤村與達勒斯的工作為基礎，作家西村京太郎撰寫小說《D機關情報》（講談社），並於1988年改編為電影《另一條路 ―D機關情報―》（主演役所廣司）。
14. ↑  作者可能在投降年份上出現錯誤。

### 來源
1. 1 2  Frank 1999，第90頁
2. ↑  Skates 1994，第158, 195頁.
3. ↑  Bellamy 2007，第676頁.
4. ↑  Frank 1999，第87–88頁.
5. ↑  Frank 1999，第81頁.
6. ↑  Pape 1993.
7. ↑  Feifer 2001，第418頁.
8. 1 2 3  Reynolds 1968，第363頁.
9. ↑  Frank 1999，第89頁, citing Daikichi Irokawa, The Age of Hirohito: In Search of Modern Japan (New York: Free Press, 1995; ISBN 978-0-02-915665-0). 日本一貫高估其人口為一億，事實上1944年人口普查顯示為7200萬。
10. ↑  Skates 1994，第100–115頁.
11. ↑  Hasegawa 2005，第295–296頁.
12. ↑  Frank 1999，第87頁.
13. ↑  Frank 1999，第86頁.
14. ↑  Spector 1985，第33頁.
15. ↑  Chang 1997，第177頁.
16. ↑  Booth 1996，第67頁.
17. ↑  Frank 1999，第92頁.
18. ↑  Frank 1999，第91–92頁.
19. ↑  Butow 1954，第70–71頁.
20. 1 2   (PDF).   [2025-08-01]. （原始内容 (PDF)存档于2024-12-16）.
21. ↑  Spector 1985，第44–45頁.
22. ↑  Frank 1999，第89頁.
23. ↑  Bix 2001，第488–489頁.
24. ↑  Hogan 1996，第86頁.
25. ↑  Hasegawa 2005，第39頁.
26. ↑  Hasegawa 2005，第39, 68頁.
27. ↑  Frank 1999，第291頁.
28. ↑  日蘇中立條約 （页面存档备份，存于），1941年4月13日。(耶魯大學阿瓦隆計劃)
關於蒙古的聲明 （页面存档备份，存于），1941年4月13日。(耶魯大學阿瓦隆計劃)
29. ↑  蘇聯廢止與日本的條約聲明 （页面存档备份，存于）。阿瓦隆計劃，耶魯法學院。1945年4月29日美國國務院公報第305期第12卷。檢索於2009年2月22日。
30. ↑  「莫洛托夫的通知既不是宣戰，也不一定表明有意開戰。從法律上講，該條約在取消通知後仍有一年有效期。然而，外交部長的語氣表明，這一技術性問題可能會在蘇聯方便時被忽視。」"抱歉，佐藤先生"，《時代雜誌》，1945年4月16日。
31. ↑  .   [2025-01-25]. （原始内容存档于2011-09-13）.
32. ↑  Frank 1999，第93頁.
33. ↑  Frank 1999，第95頁.
34. ↑  Frank 1999，第93–94頁.
35. ↑  Frank 1999，第96頁.
36. ↑  約翰·托蘭德. . 現代圖書館. 2003: 923. ISBN 978-0-8129-6858-3.
37. ↑  Frank 1999，第97頁，引自《木戶侯爵日記，1931–45：英文選譯》，第435–436頁。
38. ↑  Frank 1999，第97–99頁.
39. 1 2  Frank 1999，第100頁，引自寺崎，136–137頁。
40. ↑  Frank 1999，第102頁.
41. ↑  Frank 1999，第94頁.
42. ↑  Hewlett & Anderson 1962，第81–83頁.
43. ↑  Hewlett & Anderson 1962，第376–380頁.
44. ↑  United States Army Corps of Engineers, Manhattan Engineer District. . 1946  [2011-01-23]. OCLC 77648098. （原始内容存档于2002-10-07）.
45. ↑  Frank 1999，第254–255頁.
46. 1 2 3  Hasegawa 2005，第67頁.
47. ↑  Schmitz 2001，第182頁.
48. ↑  Hewlett & Anderson 1962，第19頁.
49. 1 2  Hewlett & Anderson 1962，第340–342頁.
50. ↑  Hewlett & Anderson 1962，第344–345頁.
51. ↑  Hasegawa 2005，第90頁.
52. ↑  Frank 1999，第256頁.
53. ↑  Frank 1999，第260頁.
54. ↑  Hasegawa 2005，第149頁.
55. ↑  Hasegawa 2005，第150–152頁. 「杜魯門並未下令投下原子彈。事實上，他並未參與這一決策，只是默許軍方按照自己的計畫執行。」
56. ↑  Zuberi 2001，第630–631頁
57. ↑  Frank 1999，第221頁, citing Magic Diplomatic Summary No. 1201.
58. ↑  Frank 1999，第222–223頁, citing Magic Diplomatic Summary No. 1205, 2 （页面存档备份，存于） (PDF).
59. ↑  Frank 1999，第226頁, citing Magic Diplomatic Summary No. 1208, 10–12.
60. ↑  Frank 1999，第227頁, citing Magic Diplomatic Summary No. 1209.
61. ↑  Frank 1999，第229頁, citing Magic Diplomatic Summary No. 1212.
62. ↑  Frank 1999，第230頁, citing Magic Diplomatic Summary No. 1214, 2–3 （页面存档备份，存于） (PDF).
63. ↑  I.C.B.迪爾 (编). . 牛津大學出版社. 2007: 條目「MAGIC」. ISBN 978-0-19-534096-9. 有些訊息當天被破譯並翻譯，大多數在一週內完成；少數因密鑰變更情況需更長時間。
64. ↑  Zuberi 2001，第629頁
65. ↑  Hasegawa 2005，第60頁.
66. ↑  Hasegawa 2005，第19, 25頁.
67. ↑  Hasegawa 2005，第32頁.
68. 1 2  Hasegawa 2005，第86頁.
69. ↑  Hasegawa 2005，第115–116頁.
70. ↑  Frank 1999，第279頁.
71. ↑  Hasegawa 2005，第152–153頁.
72. ↑  Edward A. Olsen. . 綠木出版社. 2005: 62. ISBN 978-0-275-98307-9. 1945年8月10日，在華盛頓會議上，美國官員決定韓國半島中部的38度線將成為美蘇管理占領區的分界線，將首爾劃入美國區域。蘇聯接受了這條分界線，但其試圖在北海道北部獲得相應占領區的提議被美國拒絕。
73. ↑  Rhodes 1986，第690頁.
74. ↑  Zuberi 2001，第631頁
75. ↑  Hasegawa 2005，第145–148頁.
76. ↑  Zuberi 2001，第631頁
77. ↑  Hasegawa 2005，第118–119頁.
78. ↑  Zuberi 2001，第632頁
79. ↑  Weintraub 1995，第288頁.
80. ↑  Frank 1999，第234頁.
81. ↑  Zuberi 2001，第632頁
82. ↑  Kenkyusha. 2004. Kenkyusha's New Japanese-English Dictionary 5th ed. ISBN 978-4-7674-2016-5
83. ↑  Zanettin, Federico. . The Translator. 2016, 22 (3): 303–318  [2025-01-25]. S2CID 148299383. doi:10.1080/13556509.2016.1149754. （原始内容存档于2023-12-09）.
84. ↑  Zuberi 2001，第632頁
85. ↑  Frank 1999，第236頁, citing Magic Diplomatic Summary No. 1224.
86. ↑  Frank 1999，第236頁, citing Magic Diplomatic Summary No. 1225, 2 （页面存档备份，存于） (PDF).
87. ↑  Tucker, Spencer. . ABC-CLIO. 2009: 2086.
88. ↑  White House Press Release Announcing the Bombing of Hiroshima, August 6, 1945 （页面存档备份，存于）. The American Experience: Truman. PBS.org. Sourced to The Harry S. Truman Library, "Army press notes," box 4, Papers of Eben A. Ayers.
89. ↑  Orr, James J. . The Journal of Japanese Studies. 2009, 35 (2): 503–504  [2025-01-25]. ISSN 1549-4721. doi:10.1353/jjs.0.0109. （原始内容存档于2024-06-28）.
90. ↑  Frank 1999，第270–271頁. "While senior Japanese officers did not dispute the theoretical possibility of such weapons, they refused to concede that the United States had vaulted over the tremendous practical problems to create an atomic bomb." On 7 August, the Imperial Staff released a message saying that Hiroshima had been struck by a new type of bomb. A team led by Lieutenant General Arisue Seizou was sent to Hiroshima on 8 August to investigate.
91. ↑  Frank 1999，第270–271頁.
92. ↑  Frank 1999，第283–284頁.
93. ↑  Barrett, David Dean. . Diversion Books. 2020-04-07. ISBN 978-1-63576-580-9.
94. ↑  Frank, Richard B. . The National WWII Museum. 2020-08-18  [2025-02-26]. （原始内容存档于2025-05-27）.
95. ↑  Kawamura, Noriko. . University of Washington Press. 2017. ISBN 978-0-295-80631-0.
96. 1 2  Asada, Sadao. . University of Missouri Press. 2007. ISBN 978-0-8262-6569-2.
97. ↑  Nikolaevich, Boris. . searchworks.stanford.edu (Psychology Press). 2004  [2018-08-28]. ISBN 9780415322928. （原始内容存档于2024-07-09） （英语）.
98. ↑  Hasegawa, Tsuyoshi Hasegawa.  (PDF). University Center for International Studies.   [2018-08-28]. （原始内容 (PDF)存档于2024-03-31）.
99. ↑  蘇聯對日本的宣戰聲明 （页面存档备份，存于），1945年8月8日。（耶魯大學阿瓦隆計劃）
100. ↑  Butow 1954，第154–164頁Hoyt 1986，第401頁
101. ↑  Wilson, Ward. . foreignpolicy.com. 2013-05-30  [2016-06-18]. （原始内容存档于2025-01-18）.
102. ↑  Asada 1998.
103. ↑  Frank 1999，第288–289頁.
104. ↑  . 1966: 1223.
105. ↑  Frank 1999，第290–291頁.
106. ↑  Truman, Harry S.  (演讲). 1945-08-09. （原始内容存档于2016-10-15）.. Delivered from the White House at 10 p.m, 9 August 1945
107. ↑  Hasegawa 2005，第207–208頁.
108. ↑  Hasegawa 2005，第298頁.
109. ↑  Coffey 1970，第349頁.
110. ↑  Hasegawa 2005，第209頁.
111. ↑  Frank 1999，第295–296頁.
112. ↑  Bix 2001，第517頁, citing Yoshida, Nihonjin no sensôkan, 42–43.
113. ↑  Hoyt 1986，第405頁.
114. ↑  Frank 1999，第302頁.
115. ↑  杜魯門表示，他下令停止原子彈轟炸，因為他無法忍受再看到10萬人喪生的情景。他不喜歡這種「殺害孩子」的行為。參見：亨利·華萊士日記，1945年8月10日。來源：國家安全檔案，於2017年12月5日檢索。
116. ↑  Frank 1999，第303頁.
117. ↑  Frank 1999，第310頁.
118. ↑  寺崎 1991，第129頁.
119. ↑  Bix 2001，第129頁.
120. 1 2 3 4 5  Frank 1999，第313頁
121. ↑  Smith & McConnell 2002，第183頁.
122. ↑  Smith & McConnell 2002，第188頁.
123. ↑  Wesley F. Craven; James L. Cate.  5. : 732–733  [2025-01-25]. （原始内容存档于2012-06-29）.
124. ↑  Smith & McConnell 2002，第187頁.
125. ↑  Frank 1999，第314頁
126. 1 2  Frank 1999，第315頁
127. ↑  Bix 2001，第558頁.
128. ↑  Frank 1999，第318頁.
129. ↑  Hoyt 1986，第407–408頁.
130. ↑  Frank 1999，第317頁.
131. ↑  Frank 1999，第319頁.
132. ↑  Butow 1954，第220頁.
133. ↑  Hoyt 1986，第409–410頁.
134. ↑  The Pacific War Research Society. . : 227.
135. 1 2  Hoyt 1986，第410頁.
136. ↑  The Pacific War Research Society 1968，第279頁.
137. 1 2  Wainstock 1996，第115頁.
138. ↑  The Pacific War Research Society 1968，第246頁.
139. ↑  Hasegawa 2005，第247頁.
140. 1 2 3  . The New York Times. 1945-08-15: 3  [2015-08-08]. （原始内容存档于2024-01-06）.
141. ↑  Dower 1999，第34頁.
142. ↑  . The Atlantic. 2012-08-15  [2013-05-23]. （原始内容存档于2020-11-21）.
143. ↑  . The 1945 Project.   [2020-08-11]. （原始内容存档于2023-12-09）.
144. ↑  Dower 1999，第38–39頁.
145. ↑  Spector 1985，第558頁. Spector incorrectly identifies Higashikuni as the Emperor's brother.
146. ↑  昭和天皇, , Taiwan Documents Project, 1945-08-17, Wikidata Q108108292 （英语）
147. ↑  Wood, James.  (PDF). Australian War Museum.   [2012-08-12]. （原始内容 (PDF)存档于2009-11-04）.
148. ↑  Hasegawa 2005，第271ff頁.
149. ↑  Stephen Harding. . Air & Space Magazine. November 2008  [2024-04-08]. （原始内容存档于2020-12-24）.
150. ↑  竹內, 修司. . 文春新書. 2005.
151. ↑  . bbc.co.uk.   [2017-03-11]. （原始内容存档于2020-08-18）.
152. ↑  . National Library Board, Singapore. 1945-09-12  [2016-10-18]. （原始内容存档于2020-09-18）.
153. ↑  . Colonial Film. 1945-09-13  [2024-09-13]. （原始内容存档于2024-11-12）.
154. ↑  Ng Yuzin Chiautong. . World United Formosans for Independence (Tokyo). 1972  [2010-02-25]. （原始内容存档于2014-02-22）.
155. ↑  . The China Post. CNA. 2010-10-26  [2015-08-14]. （原始内容存档于2015-09-24）.
156. ↑  Dower 1999，第51頁.
157. ↑  Cook & Cook 1992，第40, 468頁.
158. ↑  Weinberg 1999，第892頁.
159. ↑  Cook & Cook 1992，第403頁給出的數據顯示，投降當日日本國內有433萬5500名軍人，另有352萬7000名海外部隊。
160. ↑  Frank 1999，第350–352頁.
161. ↑  Cook & Cook 1992包含對於一名被囚於加朗島的英軍俘虜井豐正吾的採訪，俘虜們稱其為「飢餓島」。
162. ↑  . Ministry of Foreign Affairs of Japan.   [2012-10-24]. （原始内容存档于2016-03-26）.
163. ↑  Brunnstrom, David. . AP NEWS. 1990-01-11  [2023-08-02]. （原始内容存档于2020-11-03）.
164. 1 2  Wilmott, Cross & Messenger 2004，第293頁.
165. ↑  孔繁芝和尤晋鸣.  (PDF). 《抗日戰爭研究》. 2011年  [2012-10-21]. （原始内容存档 (PDF)于2013-12-05） （中文（简体））.
166. ↑  池谷薰.   [蟻之部隊：2600名日本兵遺留於山西省的真相]. 日本矢來町: 新潮社. 2007-07. ISBN 978-4103051312 （日语）.
167. ↑  .  . 2008-06. ISBN 978-4434119545 （日语）.
168. ↑  .  . 日本新宿: 草思社. 1994. ISBN 978-4794205445 （日语）.
169. ↑  Cook & Cook 1992，第40頁.
170. ↑  Weinberg 1995，第892頁.
171. ↑  Cook & Cook 1992，第403頁.
172. ↑  Cook & Cook 1992，第468頁.
173. ↑  . 新唐人電視台. 2013-12-13  [2025-02-26]. （原始内容存档于2015-10-17）.
174. ↑  . catalog.digitalarchives.tw.   [2016-12-01]. （原始内容存档于2016-12-01）.
175. 1 2  . 外務省. 1992-09  [2012-10-21]. （原始内容存档于2016-03-26） （英语）.
176. 1 2  哈瑞·S·杜魯門. . 哈瑞·S·杜魯門圖書館暨博物館（Harry S. Truman Presidential Library and Museum）. 1945-09-01  [2012-10-21]. （原始内容存档于2012-02-11） （英语）.
177. ↑  . 英國廣播公司.   [2012-10-21]. （原始内容存档于2012-11-05） （英语）.
178. ↑  公共電視網. . 美國經驗（American Experience）.   [2012-10-21]. （原始内容存档于2012-03-20） （英语）.

### 書目
- Asada, Sadao. . The Pacific Historical Review. November 1998, 67 (4): 477–512. JSTOR 3641184. doi:10.2307/3641184.
- Bellamy, Chris. . Alfred A. Knopf. 2007. ISBN 978-0-375-41086-4.
- Bix, Herbert. . New York: Perennial. 2001. ISBN 978-0-06-093130-8.
- Gerhard Weinberg. . Cambridge: Cambridge University Press. 1995-07-28  [2012-10-21]. ISBN 978-0521558792. （原始内容存档于2021-02-03） （英语）.
- Booth, Alan. . Kodansha Globe. 1996. ISBN 978-1-56836-148-2.
- Butow, Robert J. C. . Stanford, California: Stanford University Press. 1954. ISBN 978-0-8047-0460-1.
- Chang, Iris. . New York: BasicBooks. 1997. ISBN 0-465-06835-9.
- Cook, Haruko Taya; Cook, Theodore F. . New Press. 1992. ISBN 978-1-56584-039-3.
- Dower, John. . W.W. Norton. 1999. ISBN 978-0-393-04686-1.
- Feifer, George. . Guilford, Connecticut: The Lyons Press. 2001. ISBN 978-1-58574-215-8.
- Frank, Richard B. . New York: Penguin. 1999. ISBN 978-0-14-100146-3.
- Hagen, Jerome T. . . Hawaii Pacific University. 1996. ISBN 978-0-9762669-0-7.
- Hasegawa, Tsuyoshi. . Cambridge, Massachusetts: Harvard University Press. 2005. ISBN 978-0-674-01693-4.
- Hewlett, Richard G.; Anderson, Oscar E. . A History of the United States Atomic Energy Commission. University Park, Pennsylvania: Pennsylvania State University Press. 1962. ISBN 978-0-520-07186-5.
- Hogan, Michael J. . Cambridge University Press. 1996-03-29. ISBN 9780521566827.
- Hoyt, Edwin P. . New York: Cooper Square Press. 1986. ISBN 978-0-8154-1118-5.
- Coffey, Thomas M. . New York: World Publishing Co. 1970. ASIN B0006CAM7I.
- The Pacific War Research Society.  English language. Palo Alto, California: Kodansha International. 1968 [1965].(also Souvenir Press Ltd, London); Japanese edition (1965) as Nihon no Ichiban Nagai Hiby Bungei Shunju, Tokyo.
- Pape, Robert A. . International Security. Fall 1993, 18 (2): 154–201. JSTOR 2539100. S2CID 153741180. doi:10.2307/2539100.
- Reynolds, Clark G. . New York, Toronto, London, Sydney: McGraw-Hill. 1968.
- Rhodes, Richard. . Simon and Schuster. 1986. ISBN 978-0-671-44133-3.
- Schmitz, David F. . Wilmington, Delaware: Rowman & Littlefield. 2001. ISBN 978-0-8420-2632-1.
- Skates, John Ray. . Columbia, SC: University of South Carolina Press. 1994. ISBN 978-0-87249-972-0.
- Smith, John B.; McConnell, Malcolm. . New York: Broadway Books. 2002. ISBN 978-0-7679-0778-1.
- Slavinskiĭ, Boris Nikolaevich. . Nissan Institute/Routledge Japanese studies series. 由Jukes, Geoffrey翻译. London; New York: RoutledgeCurzon. 2004. ISBN 978-0-415-32292-8.(Extracts on-line)
- Spector, Ronald H. . Vintage. 1985. ISBN 978-0-394-74101-7.
- 寺崎英成.  . 東京: 文藝春秋. 1991. ISBN 978-4-16-345050-6 （日语）.
- Wainstock, Dennis. . Greenwood Publishing Group. 1996. ISBN 978-0-275-95475-8.
- Weinberg, Gerhard L. . Cambridge University Press. 1999. ISBN 978-0-521-55879-2.
- Weintraub, Stanley. . Dutton Adult. 1995. ISBN 978-0-525-93687-9.
- Wilmott, H. P.; Cross, Robin; Messenger, Charles. . Dorling Kindersley. 2004. ISBN 978-0-7566-0521-6.
- Wilson, Page. . Taylor & Francis. 2009. ISBN 9780203877371.
- Zuberi, Matin. . Strategic Analysis. August 2001, 25 (5): 623–662. S2CID 154800868. doi:10.1080/09700160108458986.

## 延伸閱讀
- Angel, Byron F. . Warship International. 2004, XLI (3): 229–231. ISSN 0043-0374. JSTOR i40207559.
- Ford, Daniel. . Air & Space Smithsonian: 74–81. September 1995. （原始内容存档于2004-08-10）.
- Glantz, David M. . Fort Leavenworth, Kansas: Leavenworth Paper No. 7, Command and General Staff College. February 1983  [2012-05-31]. （原始内容存档于2011-07-23）.
- Glantz, David M. . Fort Leavenworth, Kansas: Leavenworth Paper No. 8, Command and General Staff College. June 1983  [2012-05-31]. （原始内容存档于2003-03-16）.
- Glantz, David M. . MHQ: The Quarterly Journal of Military. Vol. 7 no. 3. Spring 1995: 96–97. ISSN 1040-5992.
- Glantz, David M. . Cass series on Soviet (Russian) military experience. London, Portland, Or: Cass. 2003. ISBN 978-0-7146-5279-5.
- Thomas, Gordon; Morgan-Witts, Max. . New York: Open Road Media. 2014 [1977]. ISBN 978-1-4976-5886-8.

## 外部連結
- Japanese Instruments of Surrender
- 短片 Japanese Sign Final Surrender 可在互联网档案馆自由下载
- . Fall of Japan: In Color. Smithsonian Channel. 2015-07-04. （原始内容存档于2021-10-30）.
- Minutes of private talk between British Prime Minister Winston Churchill and Marshal Joseph Stalin at the Potsdam Conference on 17 July 1945
- Hasegawa, Tsuyoshi. . The Asia-Pacific Journal. 2007-08-01, 5 (8)  [2025-01-25]. （原始内容存档于2015-12-28）.– Article ID 2501 – PDF （页面存档备份，存于）

35°21′17″N 139°45′36″E / 35.35472°N 139.76000°E